# Aire protégée de France
Les aires protégées ou espaces naturels protégés en France sont des espaces géographiques terrestres ou marins délimités dans lesquels des règles particulières peuvent s'appliquer, dans un but de préservation du patrimoine naturel ou culturel, auquel s'ajoute souvent un objectif de développement durable.
La protection de la nature est une idée déjà ancienne, en France, puisqu'elle remonte à la protection de la forêt de Fontainebleau comme « réserve artistique », en 1861, sous l'impulsion des peintres de l'école de Barbizon et de Victor Hugo. La réserve privée des Sept-Îles est créée en 1912, par une association. Et le premier parc national (tel qu'ils existent aujourd'hui) date de 1963.
En France, il existe une douzaine de catégories d'aires protégées, reflet de l'organisation du territoire et de la variété d'acteurs engagés dans leur gestion. Les aires protégées peuvent se chevaucher pour tout ou partie. Elles sont définies par le Code de l'environnement, depuis l'an 2000.
Viennent s'y ajouter, les sites protégés au titre de plusieurs conventions internationales, ratifiées par la France.
La plupart des aires protégées possèdent un comité ou un document de gestion ou les deux. La gestion peut être assurée directement par des fonctionnaires de l'Office français de la biodiversité, par des syndicats mixtes représentant les citoyens ou des associations par exemple.
« En 2021, selon la Base de données mondiale des aires protégées, la France compte 5 923 aires protégées, couvrant une superficie totale d’environ 3,6 millions de km², ce qui représente 34,7% de son territoire marin et terrestre ».

## Historique
Depuis le XIXe siècle, des voix s'élèvent pour la création de parcs nationaux en France : Ernest Guinier, Édouard-Alfred Martel, Léon Auscher, Henry Defert, soutenues par divers clubs ou sociétés savantes (Touring club de France, Club alpin français), à l'origine plus pour protéger des paysages que des espèces ou des écosystèmes.

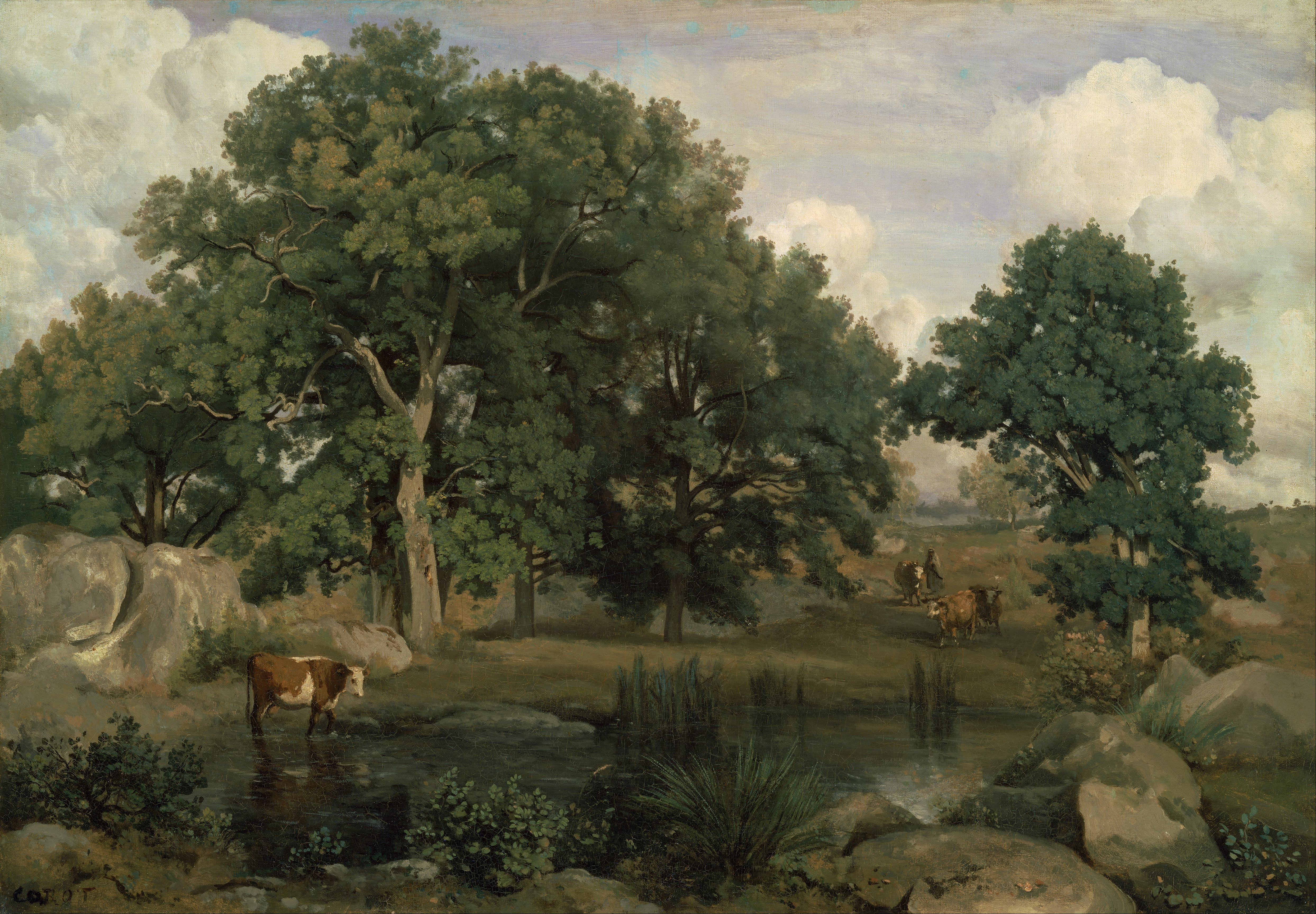
La forêt de Fontainebleau, première aire naturelle protégée de l'Histoire. (ici par Jean-Baptiste Camille Corot, 1846).

Ainsi, à la demande des peintres paysagistes de l’école de Barbizon, la « série artistique de Fontainebleau » de 1 097 ha est créée par décret de 1861 de Napoléon III, qui constitue le premier espace naturel protégé français.
Par la suite, la loi du 21 avril 1906 organise la protection des sites et monuments naturels de caractère artistique. Elle est remplacée par la loi du 2 mai 1930 visant à protéger des  sites pour le caractère artistique, historique, scientifique, légendaire ou pittoresque, de leurs paysages, elle-même est modifiée par la loi no 57-740 du 1er juillet 1957, qui permet le classement d'un site en « réserve naturelle ». (réserve naturelle nationale du lac Luitel en 1961).
Le souci de préservation des espèces se développe au début du XXe siècle. En 1912, la Société nationale d'acclimatation de France, fondée en 1854 et devenue depuis la Société nationale de protection de la nature, créé la réserve privée des Sept-Îles, confiée à la Ligue pour la protection des oiseaux instituée à cette occasion, et en 1927 la Réserve naturelle nationale de Camargue.

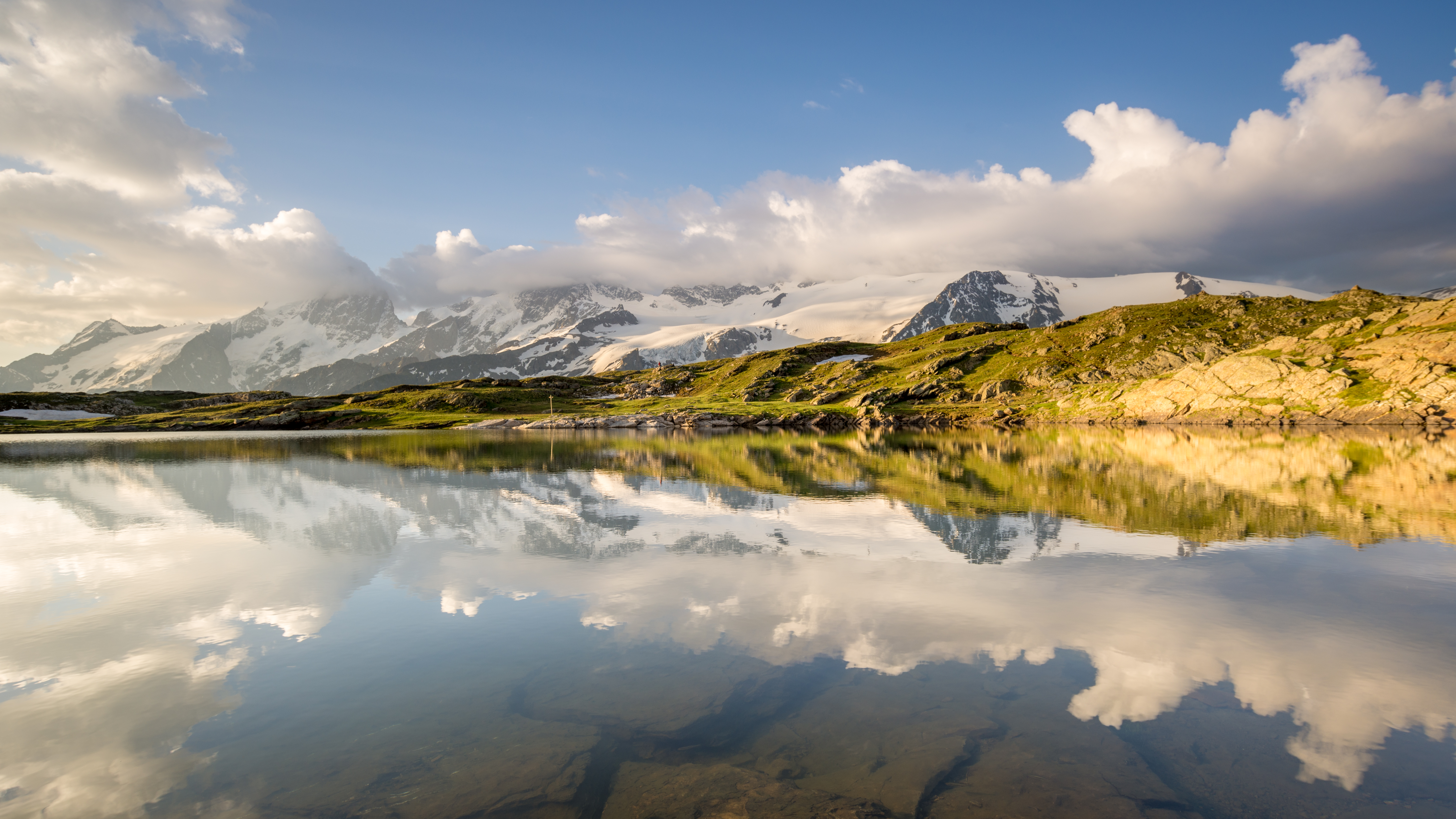
Parc national des Écrins

En 1913 le « parc de la Bérarde » est créé en haute vallée du Vénéon par l'Administration des eaux et forêts, sans base réglementaire, sur des terrains domaniaux et loués dans l'idée de laisser des terrains en libre évolution. L'appel aux souscriptions était à peine lancé qu'éclatait la Première Guerre mondiale et le processus pour doter les parcs nationaux d'un statut officiel fut interrompu. Le parc change de dénomination à plusieurs reprises et prend le titre officieux de « Parc national de l’Oisans », puis de « Parc national du Pelvoux » lors de son agrandissement en 1923. Le parc perd cette qualification de parc national en 1962 et devient un parc domanial, « domaine privé de l’État soumis au régime forestier », avant de renaître en parc national des Écrins en 1973.
Le premier parc naturel régional est créé en 1968, sous le nom de Saint-Amand-Raimes, aujourd'hui nommé Scarpe-Escaut.
La loi sur la protection de la nature du 10 juillet 1976 crée les statuts de réserve naturelle et d'arrêté préfectoral de protection de biotope.
En 1977, la France obtient ses deux premiers classements de sites comme réserve mondiale de biosphère, pour la Camargue et la vallée du Fango. Et en 1986, la Camargue devient le premier site Ramsar labellisé de France.
En 1986, on établit également les premiers sites Natura 2000 de la directive Oiseaux. Puis en 1997, des zones commencent à être classées en vertu de la directive Habitats. La liste des sites français a finalement été validée par la Commission européenne le 21 mars 2007, qui a classé définitivement les deux derniers contentieux pour insuffisance de désignation de sites Natura 2000 en France.
Dans les années 2000, deux lois ont fait diminuer le nombre d'aires protégées et leur pouvoir réglementaire, premièrement en 2002 la suppression des réserves naturelles volontaires (RNV), il a ensuite fallu plusieurs années pour que la surface en réserves naturelles régionales, statut qui remplace les RNV, rattrape la surface déclassée, et deuxièmement en 2006 quand les aires périphériques des parcs nationaux sont devenues soumises à une adhésion des communes.

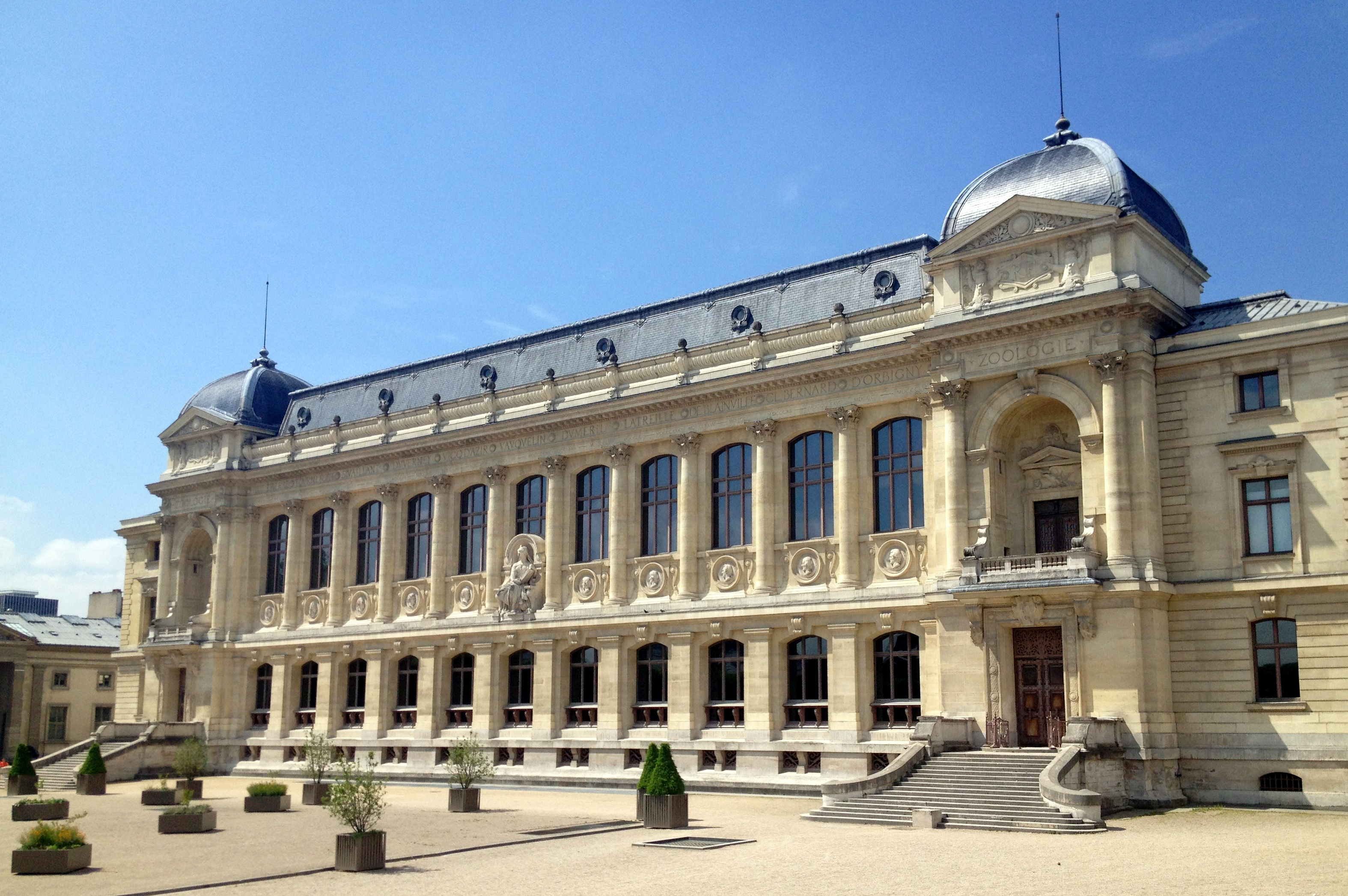
La SCAP, puis la SNAP 2030, s'appuient sur l'expertise du Museum national d'histoire naturelle en ce qui concerne les espèces menacées.

Une stratégie de création des aires protégées est mise en place en 2010, son objectif, précisé par l'article 23 de la loi Grenelle I, était de placer au minimum 2 % du territoire  sous protection forte, à l'échéance 2020. Cet objectif n'a pas été atteint. En parallèle, elle porte entre 2007 et 2012 la stratégie nationale de création et de gestion des aires marines protégées, puis entre 2012 et 2020, un second volet de cette stratégie élargie aux eaux territoriales ultramarines. L'objectif de cette dernière était de recouvrir 20% des eaux françaises par des aires marines protégées en 2020.
À partir de 2021, les deux stratégies précédentes sont remplacées par la « Stratégie nationale des aires protégées » (SNAP) dont l'objectif principal est de porter la surface d'aires protégées à 30% du territoire national, et la surface d'aires protégées forte à 10% du territoire.
En 2017, les aires protégées, prises dans leur ensemble, couvrent 21 % des terres et 22 % des mers du territoire français, métropole et outre-mer confondues, d'après les chiffres du ministère de l'écologie.

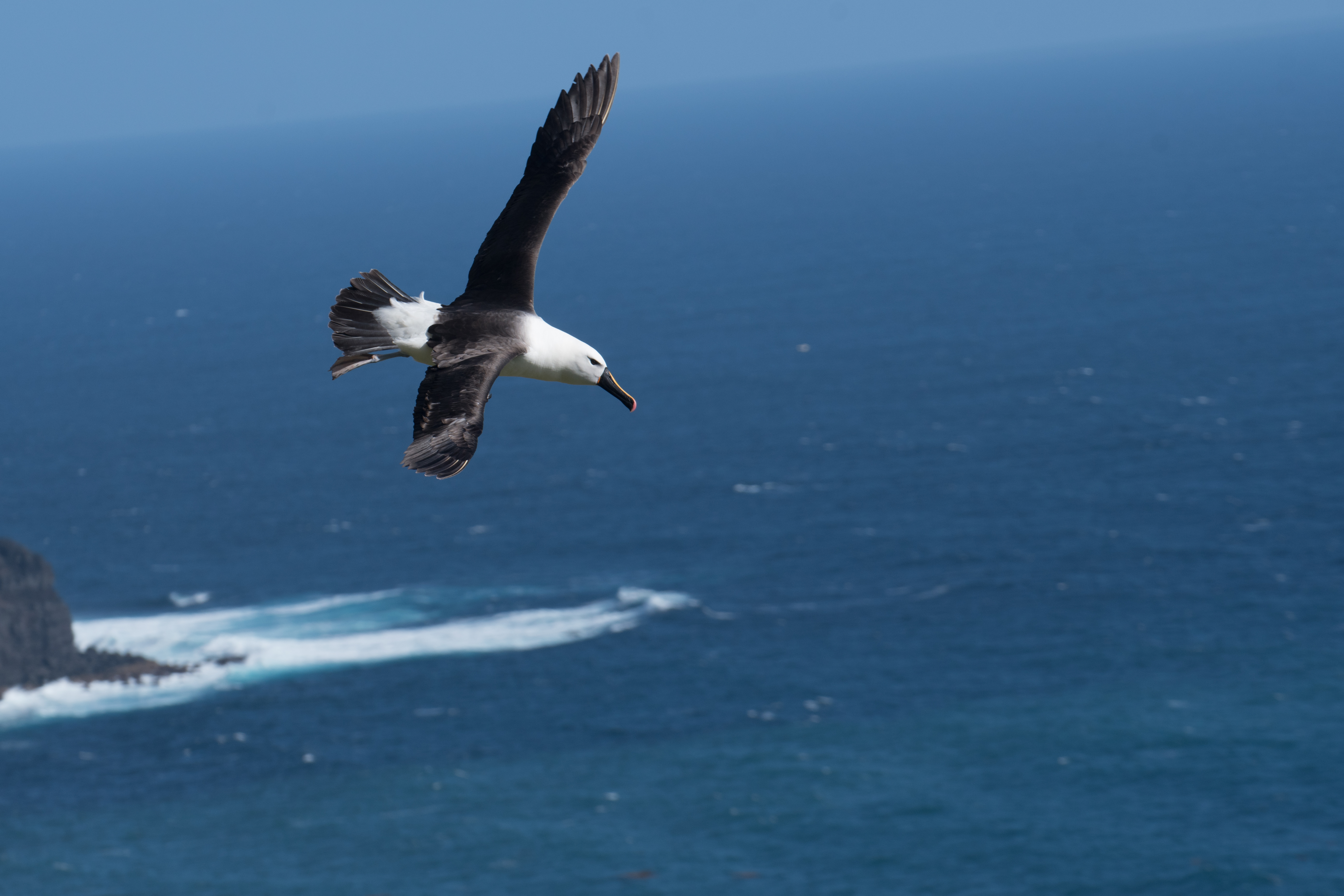
Un albatros à bec jaune de l'océan Indien en vol au dessus de l'océan, à proximité des falaises d'Entrecasteaux, île Amsterdam, TAAF, France.

En décembre 2021, la France atteint 33% d'aires protégées, notamment grâce à l'extension de la réserve des terres australes françaises au domaine maritime.

## La diversité des espaces protégés
La France compte de nombreux outils de protection de l'environnement, axés sur la protection des espèces mais aussi sur la protection d'espaces naturels, ce sont les aires protégées. Ces aires protégées peuvent être créées puis administrées par différents acteurs publics : (état ou collectivité territoriale).
L'UICN, suivie par l'INPN, distinguent trois modalités juridiques de protection des espaces naturels : gestion contractuelle, protection réglementaire, acquisition pour la gestion et six catégories d'aires protégées. En France un même outil peut utiliser plusieurs approches et appartenir à plusieurs catégories UICN,.
Les règles qui s'y appliquent leur offrent différents niveaux de protection. Celles-ci sont généralement détaillées dans des plans de gestion, chartes ou d'autres documents administratifs à disposition du public.
Les différents types d'aires protégées sont décrits dans le Code de l'environnement, dans le livre 3 Espaces naturels  aux titres 2, littoral, au titre 3, Parcs et réserves, au titre 4, Sites et dans le livre 4 Patrimoine naturel au titre premier, chapitre 4, Conservation des espaces naturels de la faune et de la flore sauvage et au titre 2, Chasse, listés ci-après :

### Les parcs nationaux (PN)

logo des parcs nationaux français

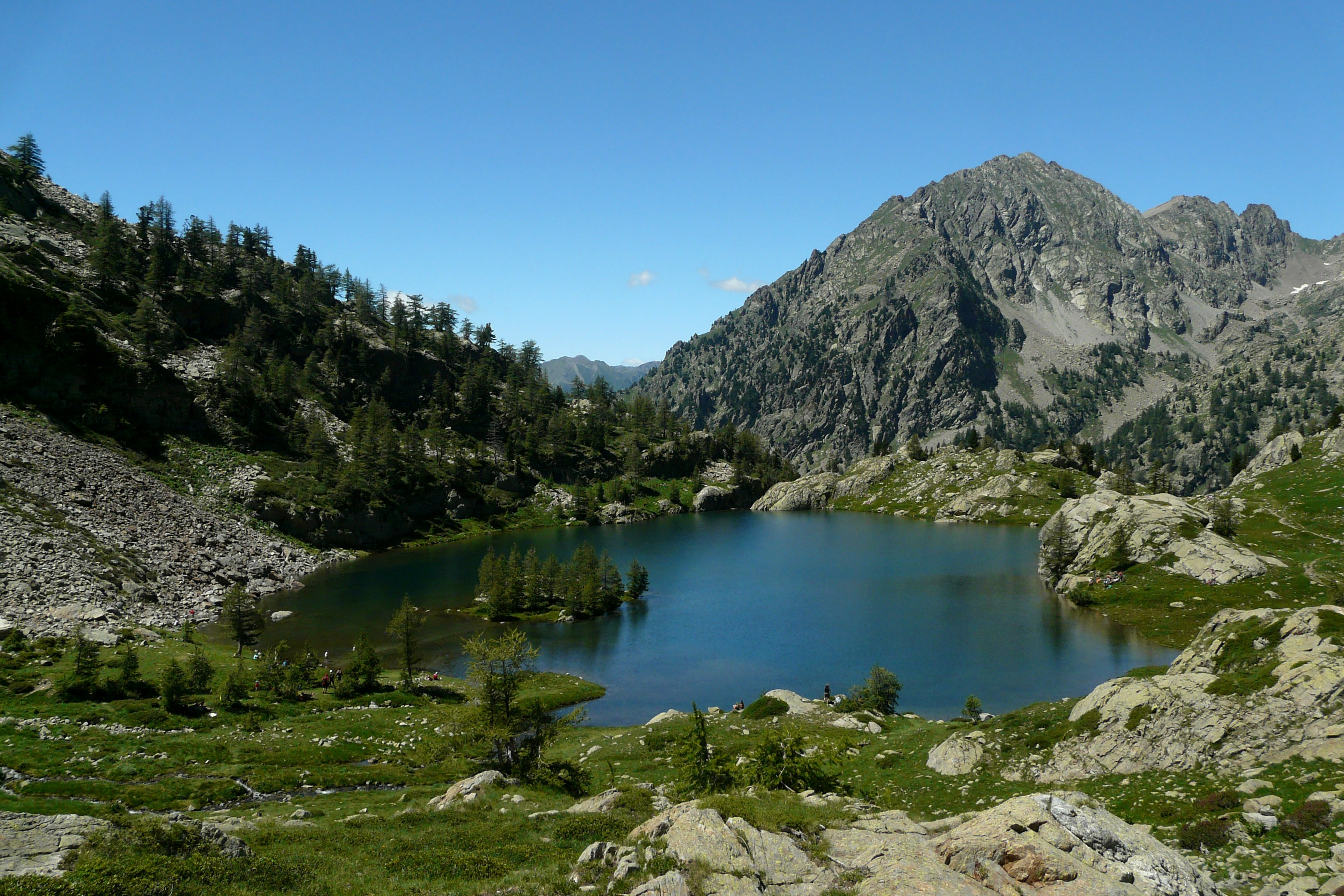
Lac de Trécolpas dans le cœur du Parc national du Mercantour

Il existe 11 parcs nationaux en France, dont trois sont situés en Outre-mer :
- Parc national de la Vanoise[6]
- Parc national de Port-Cros[7]
- Parc national des Pyrénées[8]
- Parc national des Cévennes[9]
- Parc national des Écrins[10]
- Parc national du Mercantour[11]
- Parc national de la Guadeloupe[12]
- Parc amazonien de Guyane[13] créé en février 2007
- Parc national de La Réunion[14] créé le 5 mars 2007
- Parc national des Calanques[15] créé le 18 avril 2012
- Parc national de forêts[16] créé le 8 novembre 2019

Les parcs nationaux sont de surface importante par comparaison avec les autres espaces protégés. En avril 2017 ils représentent 9,5 % du territoire français. L'article 1 de la loi du 14 avril 2006 relative aux parcs nationaux en donne la définition et précise leur mission prioritaire de protection du milieu naturel.
Les parcs nationaux sont organisés en deux zones : le cœur » (objectif de protection maximale du patrimoine naturel) et « l'aire d'adhésion » (orientation de protection, mise en valeur et développement durable).
Les parcs nationaux de France sont des établissements publics administratifs constitués d'un directeur nommé par l'état, d'un conseil d'administration, d'un président et d'un conseil scientifique. Le personnel des parcs est recruté par concours national.

### Les réserves naturelles nationales (RNN), régionales (RNR) et de Corse (RNC)

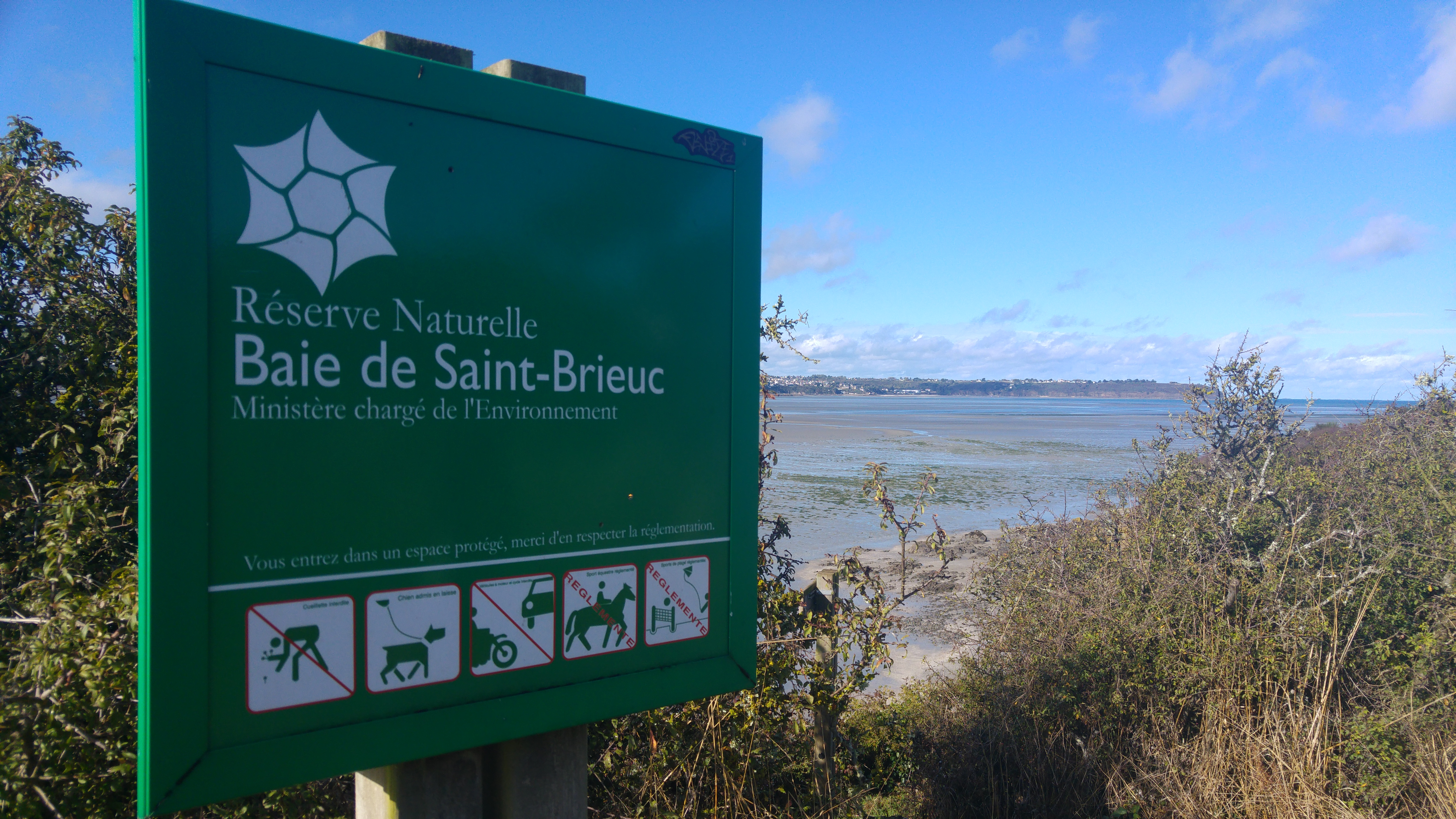
Réserve naturelle nationale de la baie de Saint-Brieuc, vue sur la baie et panneau indiquant la réglementation de la réserve aux promeneurs.

Les réserves naturelles sont sous l'autorité administrative du préfet pour les réserves nationales, du président du conseil régional pour les réserves régionales, du président de la collectivité territoriale pour la Corse. Les organismes gestionnaires sont les associations de protection de la nature, les Conservatoires d'espaces naturels… Le personnel des réserves naturelles n'est pas recruté par concours comme pour les parcs nationaux, mais chaque établissement gestionnaire est responsable du recrutement de ses agents.
Les réserves naturelles sont rassemblées au sein de l'association loi de 1901 Réserves naturelles de France, créée le 28 juin 1982.
Il existe 169 RNN, 181 RNR et 7 RNC en janvier 2023.
La réserve des Terres australes et antarctique françaises (TAAF) compte 67,2 millions d'ha soit 99 % de la superficie des réserves naturelles en France.

### Les arrêtés préfectoraux de protection de biotope (APPB), de géotope (APPG) et d'habitat naturel (APPHN)

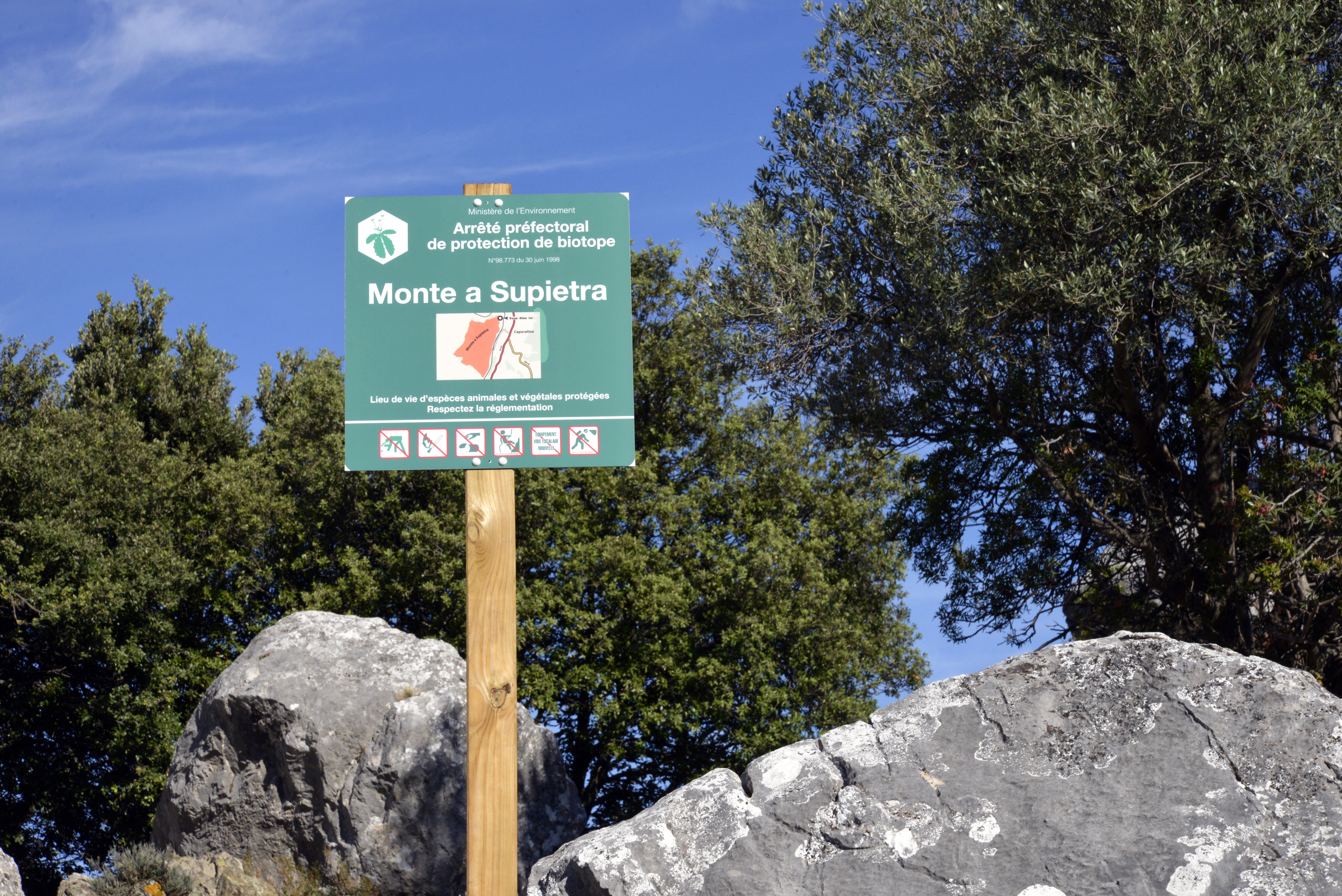
L'arrêté de protection de biotope de Monte a Supietra, sur la commune d'Omessa en Corse.

Les arrêtés préfectoraux de protection de biotope  permettent aux préfets d'interdire certaines activités humaines telles que la chasse, la pêche, la cueillette, le camping, l'écobuage, le dépôt de déchets ou de matériaux, la plantation d'arbres. Ces mesures visent à protéger des milieux ou des espèces protégés au niveau national, elles s'appliquent sur des espaces restreints.
Cet outil de protection réglementaire a été créé, en 1977, le dispositif est complété par les arrêtés de protection de géotope, en 2015 et les arrêtés de protection des habitats naturels en 2018, respectivement afin de protéger les fossiles et minéraux et les habitats naturels.
Ce  type d'aires protégées est codifié aux articles L.441-1 et L.411-2, R411-15 et R.411-17 du Code de l'environnement.
Les arrêtés de protection de biotope (ou de géotope ou d'habitats naturels) sont des outils relativement rapides à mettre en œuvre par l'administration et offrent une forte protection contre les pressions liées aux activités humaines. Les APPB ne prévoient cependant pas de gestion conservatoire des sites, ni de budget ou de personnel pour leur suivi.

### Les parcs naturels régionaux (PNR)

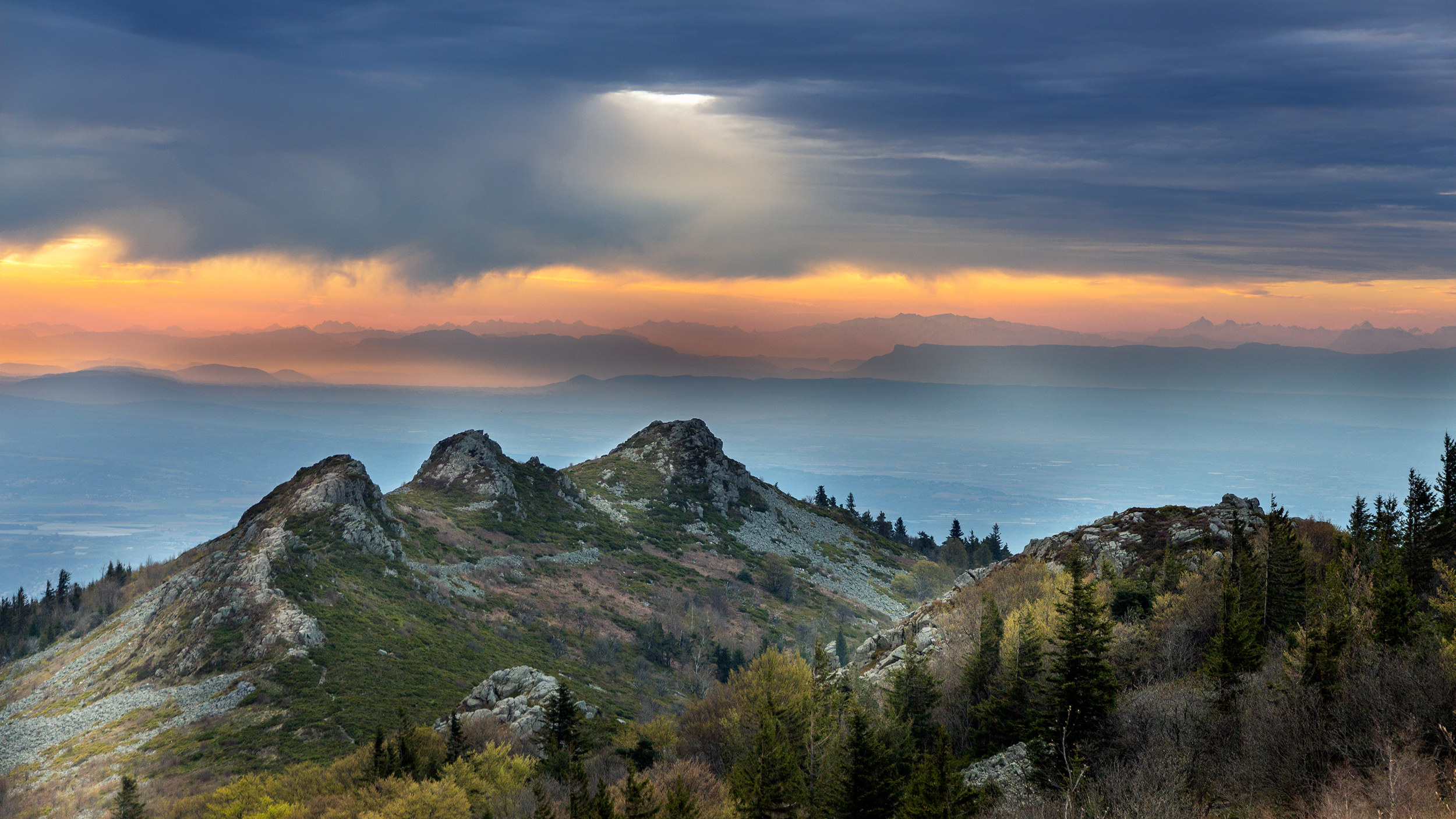
Parc naturel régional du Pilat

Les parcs naturels régionaux sont des territoires ruraux, habités et accessibles classés pour leur richesse naturelle et culturelle. Il en existe 53 en 2018. Pour illustrer le rythme rapide de création, un 54e est venu s'ajouter en 2019.
Ils sont axés sur deux objectifs : le développement local et la préservation du milieu naturel. En détail, leurs missions sont de :
- protéger le patrimoine par une gestion des milieux et des paysages ;
- contribuer à l'aménagement du territoire ;
- favoriser les développements économique, social, culturel et la qualité de la vie ;
- assurer l'accueil, l'information et l'éducation du public ;
- réaliser des actions expérimentales.

Les parcs naturels régionaux sont institués par un décret du Général De Gaulle publié le 1er mars 1967.
Il s'agit ici d'une politique contractuelle entre l'État et les collectivités territoriales. Ils sont créés à l'initiative des régions (aujourd'hui grandes régions) et classés par l'état, pour une durée de 15 ans.
L'organisme gestionnaire est en général un établissement public de coopération intercommunale (EPCI) sous la forme d'un syndicat mixte réunissant des représentants des collectivités territoriales concernées, il peut également accueillir des représentants d'autres établissements public ou des organisations socioprofessionnelles, on parle alors de syndicat mixte ouvert élargi.

### Les sites des conservatoires d'espaces naturels (CEN)

Logo des Conservatoires d'espaces naturels

Les conservatoires des espaces naturels sont à l'origine des associations de défense de l'environnement. La plus ancienne de celles-ci est le conservatoire d'espaces naturels d'Alsace, créé en 1976. Les conservatoires se sont réunis en fédérations en 1989 et ont signé une charte commune. Ils peuvent être agréés par l'état ou les collectivités territoriales (Région, département, collectivité de la Corse). Ces collectivités sont alors adhérentes au conservatoire et participent au conseil d'administration (CA) de droit. D'autres associations ou partenaires peuvent adhérer. Les CA sont majoritairement composés de particuliers et d'associations environnementalistes mais dans quatre cas sur 26 le CA n'est constitué que des collectivités et partenaires. Ce sont des structures mixtes, appuyées par des conseils scientifiques et des équipes de salariés.
Les conservatoires des espaces naturels peuvent acheter ou louer des terrains dans un but de conservation de la biodiversité. Corollairement les particuliers peuvent vendre ou louer leur terrain aux CEN. Ils peuvent également adhérer et participer à la vie de l'association.

### Les sites du conservatoire de l’espace littoral et des rivages lacustres (CELRL)

logo du conservatoire représentant un Panicaut maritime

Le conservatoire du littoral est un établissement public administratif créé en 1975.

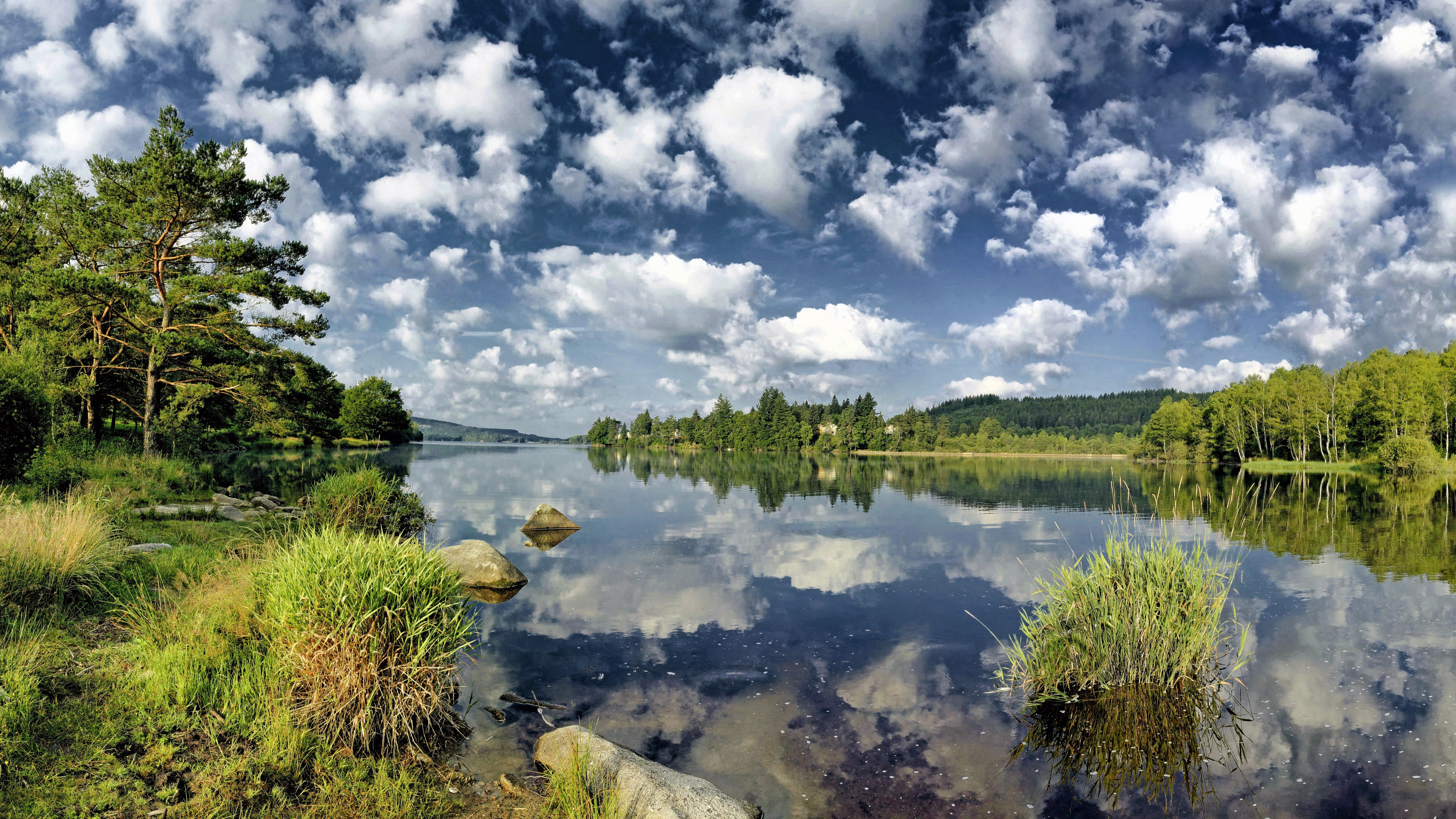
Site protégé par le conservatoire de l'espace littoral et des rivages lacustres : le lac de Vassivière.

L'état a mis en place une politique foncière d'acquisition de terrains à l'amiable, par préemption ou exceptionnellement par expropriation avec un objectif de protection définitive. La remise en état du littoral et sa gestion est confiée aux communes, à d'autres collectivités locales ou à des associations.
Le conservatoire du Littoral dispose d'un conseil d'administration composé à parité d'élus.
203 000 ha répartis en 700 sites sont ainsi protégés en 2018, il s'agit aussi bien d'espaces situés sur la façade maritime française qu'a l'intérieur des terres sur les berges de lacs.

### Les sites inscrits, sites classés et opération grands sites (OGS)

logo des sites classés et inscrits

D'après le Code de l'environnement, « Il est établi dans chaque département une liste des monuments naturels et des sites dont la conservation ou la préservation présente, au point de vue artistique, historique, scientifique, légendaire ou pittoresque, un intérêt général. »  - Titre IV : Sites, chapitre Ier : Sites inscrits et classés, section 1 : Inventaire et classement, article L. 341‑1.
- l'inscription précède le classement d'un site.
- le classement par l'autorité d'état y interdit la réalisation de travaux qui modifieraient l'aspect du site ;
- le Label Grand Site de France, délivré par le ministère compétent en matière de sites et paysages, récompense les sites de grande notoriété et de forte fréquentation; un projet de gestion et de mise en valeur doit être mis en place.

### Les réserves biologiques domaniales (RBD) et réserves biologiques forestières (RBF)

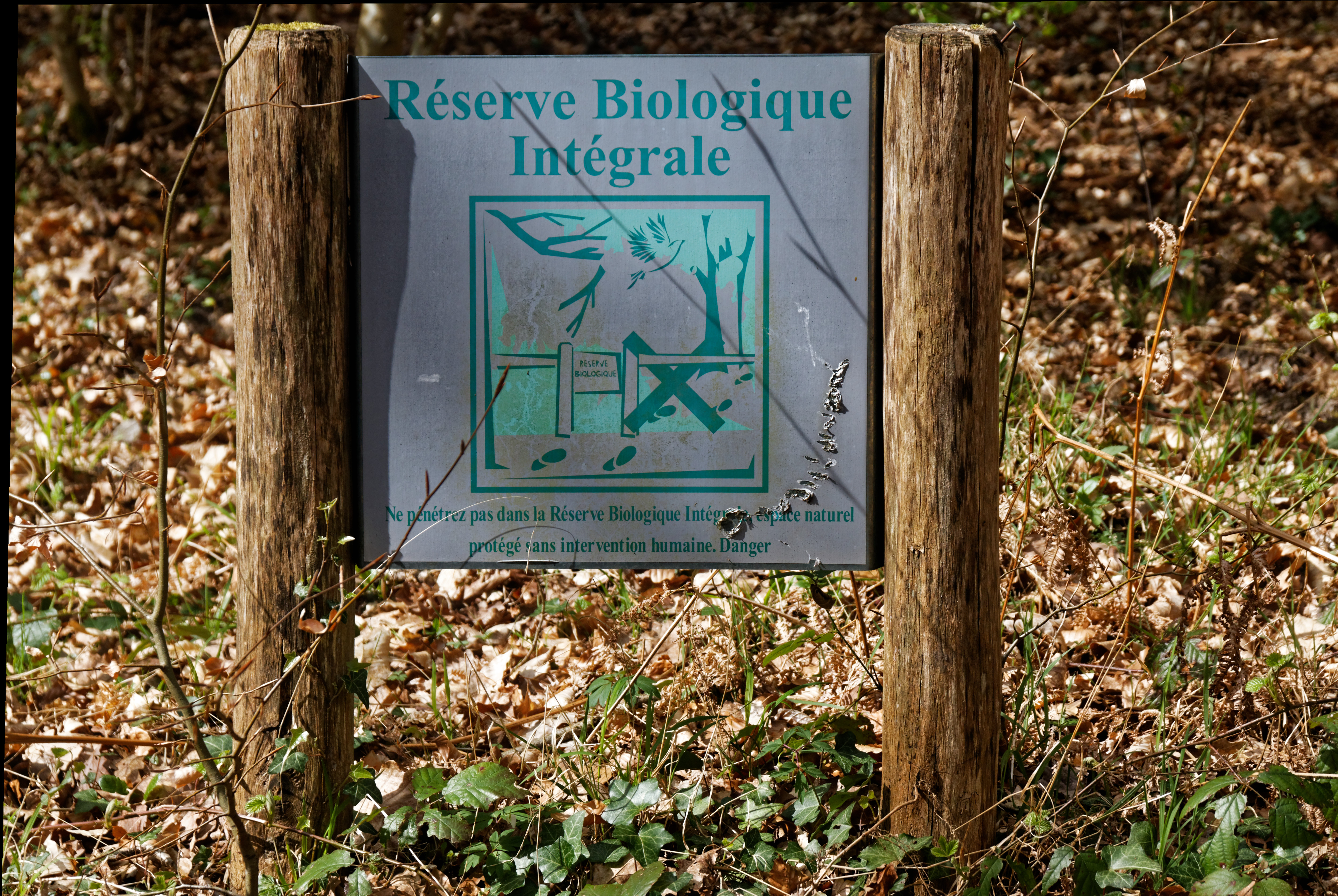
Réserve biologique intégrale en forêt de Fontainebleau.

Créées par les ministres de l'agriculture lors de l'approbation ou de la modification de l'aménagement forestier, la création  des RBD et RBE nécessite l'accord du ministre de l'environnement ;
Espaces d'application : les forêts relevant du régime forestier de l'état et gérées à ce titre par l'Office national des forêts selon une gestion particulière pour les RBD et les autres forêts relevant du régime forestier, forêts des collectivités, pour les RBF ;
Elles disposent d'un comité de gestion ouvert à des personnalités scientifiques et naturalistes ;
- lorsque l'objectif de protection est bien déterminé, on a une réserve biologique dite "dirigée" ;
- lorsque l'objectif est de laisser libre cours à la dynamique spontanée des habitats, on a une réserve biologique dite "intégrale".

### Les réserves de chasse (RCFS)

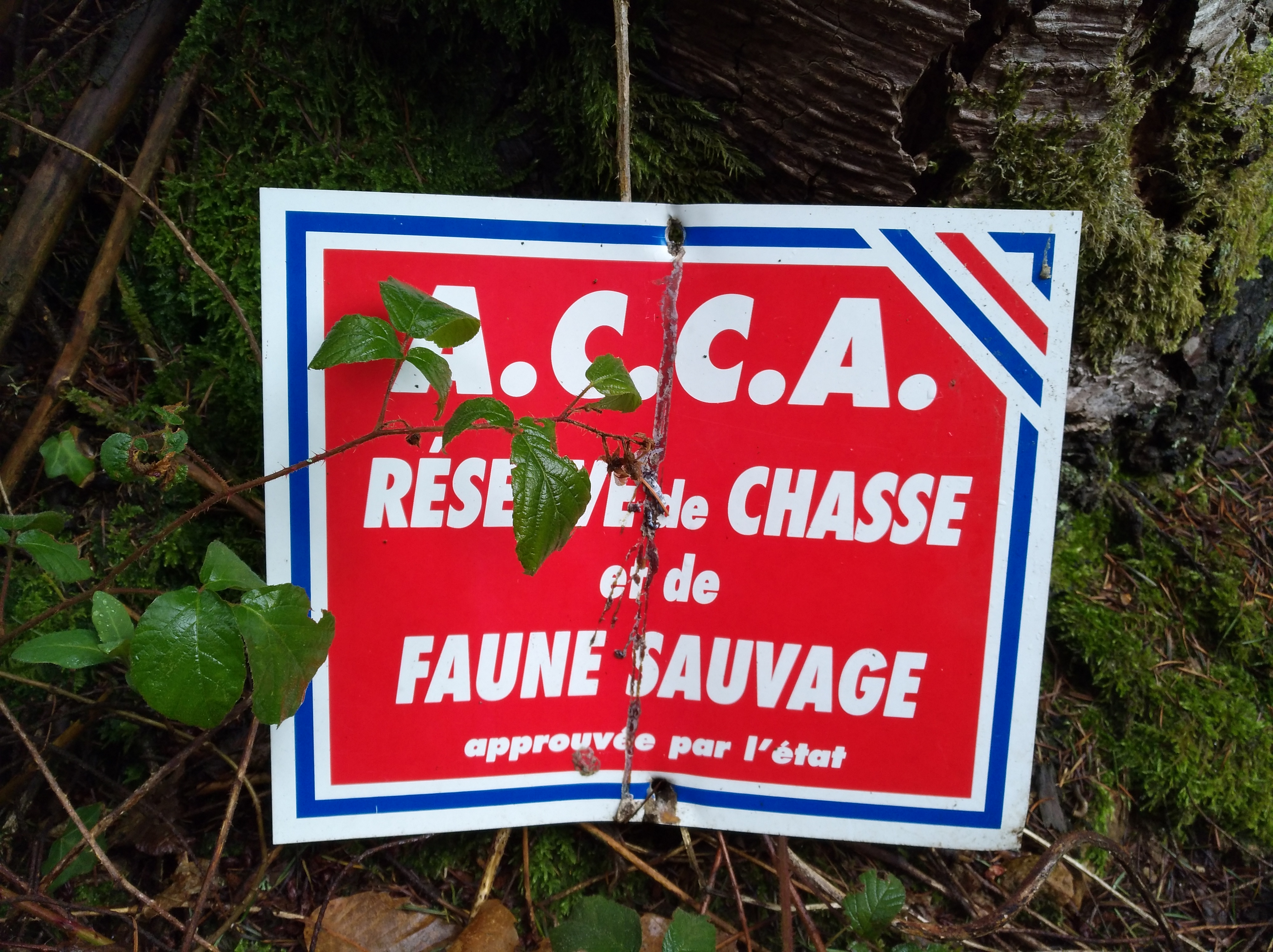
Panneau indiquant une réserve de chasse et de faune sauvage d'un association communale de chasse agréée, à Valsonne (Rhône, France).

Les réserves  de chasse et de faune sauvage sont des zones où la chasse est interdite dans le but de maintenir une population viable de gibier et de faune chassable.
Elles sont créées à l’initiative du détenteur du droit de chasse sur les terrains considérés sachant que toute association communale de chasse agréée (ACCA) est tenue de mettre en réserve 10 % de son territoire.

### Les zones de conservation halieutique
Les zones de conservation halieutique sont créées par décret, après avis du Conseil national de la mer et des littoraux. Elles peuvent être définies dans la limite des douze miles marins des côtes, et jusqu'à la limite de salure des eaux dans un fleuve. Les zones de conservation halieutique permettent « d'interdire ou de réglementer les activités incompatibles avec le bon état écologique de l'écosystème visé » d'après le Ministère de la transition écologique et solidaire.

### Les espaces naturels sensibles (ENS)

Les espaces naturels sensibles sont créés par les départements qui ont choisi de mettre en place cette politique et peuvent, après analyse, être reconnus en tant qu'aire protégée. Ils peuvent également être reconnus comme zones de protection forte au cas par cas.
En 2015 99 des départements ont mis en application la loi du 18 juillet 1985. Le conseil départemental peut acquérir des terrains en utilisant son droit de préemption ou en passant des conventions avec des propriétaires publics ou privés.
Les ENS ont pour objectifs la protection des milieux naturels et la préservation des zones d’expansion des crues ainsi que l'accueil du public.

### Les parcs naturels marins (PNM)
Les parcs naturels marins sont en France des structures visant la gestion intégrée, dans un objectif de protection, d'une zone maritime d'intérêt particulier pour la biodiversité et pour les activités humaines.
Les parcs naturels marins sont une catégorie d'aire marine protégée. Ils sont régis par la loi no 2006-436 du 14 avril 2006 relative aux parcs nationaux, aux parcs naturels marins et aux parcs naturels régionaux et sont créés par décret.

## Conventions  internationales

### Le réseau Natura 2000 , les zones de protection spéciales (ZPS) et les zones spéciales de conservation (ZSC)

Logo de Natura 2000

Le réseau d'aires protégées de l'Union Européenne (UE), nommé Natura 2000, regroupe deux types d'espaces naturels protégés :
- les zones de protection spéciale (ZPS) créées en application de la directive oiseaux de 1976. Elles visent à protéger les espèces d'oiseaux et leurs sites de nidification.
- les zones spéciales de conservation (ZSC) issues de la directive habitats de 1992, dont l'objectif est de protéger les habitats naturels rares ou fragiles présents sur le territoire européen.

Les espèces et habitats à protéger ont été définis par l'UE, puis chaque État membre a proposé un certain nombre de sites à inscrire dans le réseau. Les États restent souverains pour décider de la législation applicable sur ces sites. Les États membres doivent établir tous les six ans un rapport sur les progrès accomplis dans l'application de la « directive habitats ».
En France, les sites Natura 2000 sont administrés par des « comités de pilotage » (COPIL) regroupant élus et acteurs du territoire. Leurs membres  ont pour mission de rédiger des documents qui définissent les mesures de gestion de chaque site : les DOCOB dont le contenu est défini par l'article L414-11 du code de l'environnement.
Les activités économiques, culturelles et sociales ne sont pas interdites, sauf si elles portent directement atteinte à l'environnement. Les actions en faveur de la biodiversité peuvent faire l'objet de subventions, dans le cadre de contrats.

### La convention de Ramsar et les Zones humides d'importance internationale

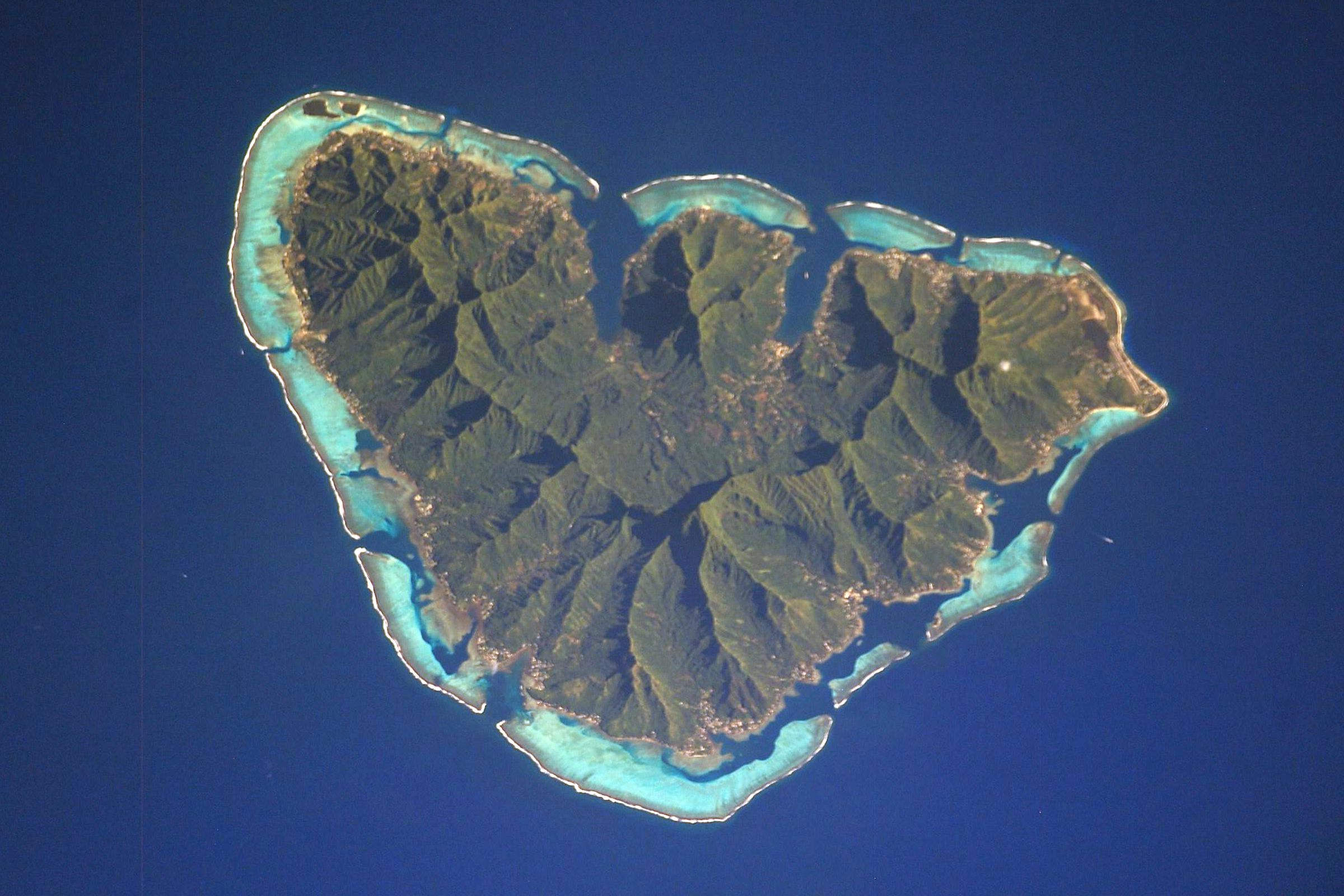
Zone humide d'importance internationale du lagon de Moorea.

La convention relative aux Zones humides d'importance internationale s'est réunie à Ramsar, en Iran, en 1971. Elle est communément désignée sous l'appellation de Convention de Ramsar. Les états-parties inscrivent les sites sur une liste internationale, suivant les critères comme la présence d'espèces rares, en danger ou au contraire en nombre significatif à l'échelle mondiale; les oiseaux d'eaux sont notamment concernés. Il s'agit d'un label pour ces sites. La France a adhéré à la convention en 1986.
Il existe un registre recensant les sites subissant des changements défavorables en conséquence des activités humaines, le « registre de Montreux ».
En soi, cette liste n'établit pas de protection pour ces sites, ceux-ci sont protégés en droit français par les outils décrits précédemment.
En mai 2020, le pays compte 50 sites Ramsar, couvrant une superficie de 37 420,34 km2. La grande majorité des sites enregistrés sont déjà protégées par différents statuts. Certains de ces sites comme l'estuaire du Sinnamary en Guyane (en aval du « Barrage EDF/Petit-Saut » et en aval d'une zone dégradée par l'orpaillage, source de mercure et de forte dégradation du lit majeur) ne sont toutefois pas encore protégés, en 2021.

### Le programme "man and biosphere" de l'UNESCO

Logo MAB.

L’UNESCO créé le Programme sur l'homme et la biosphère en 1971, avec pour objectifs de limiter durablement l’érosion des ressources biologiques et de la biodiversité et de concilier le développement humain et la protection de la nature. Pour répondre à ces objectifs ambitieux, les premières « réserves de biosphère » sont créées à partir de 1976 à l’échelle internationale.
Ces réserves sont découpées en trois zones :
- "zone centrale" qui doit obligatoirement être protégée par la législation nationale,
- "zone tampon" avec des activités humaines en lien avec le développement durable et
- "zone de coopération" (ou "zone de transition") sans aucune contrainte liée à l'activité humaine[33].

Certains États ont traduit directement dans leur législation ces concepts. La France a choisi de protéger la zone centrale de ses réserves de biosphère en utilisant la législation préexistante (par exemple : une réserve naturelle nationale, une zone cœur de parc national).
Les réserves de biosphère sont axées sur la coopération et la participation des communautés locales. La demande de création d'une réserve de biosphère doit émaner du niveau local, les dossiers sont ensuite évalués par une commission internationale. Chaque réserve est membre du "réseau national et international MAB", permettant de partager ses retours d'expériences in situ, notamment en matière de démarches participatives et de développement durable.
Les réserves de biosphère englobent un concept plus large que le patrimoine mondial de l'UNESCO, mais ce dernier bénéficie d'une notoriété beaucoup plus importante.
En France il y a 14 réserves de biosphère en 2020. Deux sont transfrontières, une avec l'Italie, l'autre avec l'Allemagne.

### Les sites naturels du Patrimoine mondial de l'UNESCO
L'UNESCO a répertorié 49 sites comme patrimoine mondial irremplaçable de l'Humanité (novembre 2022), en France, parmi ceux-ci, 6 sont des sites naturels et un site est à la fois naturel et culturel :

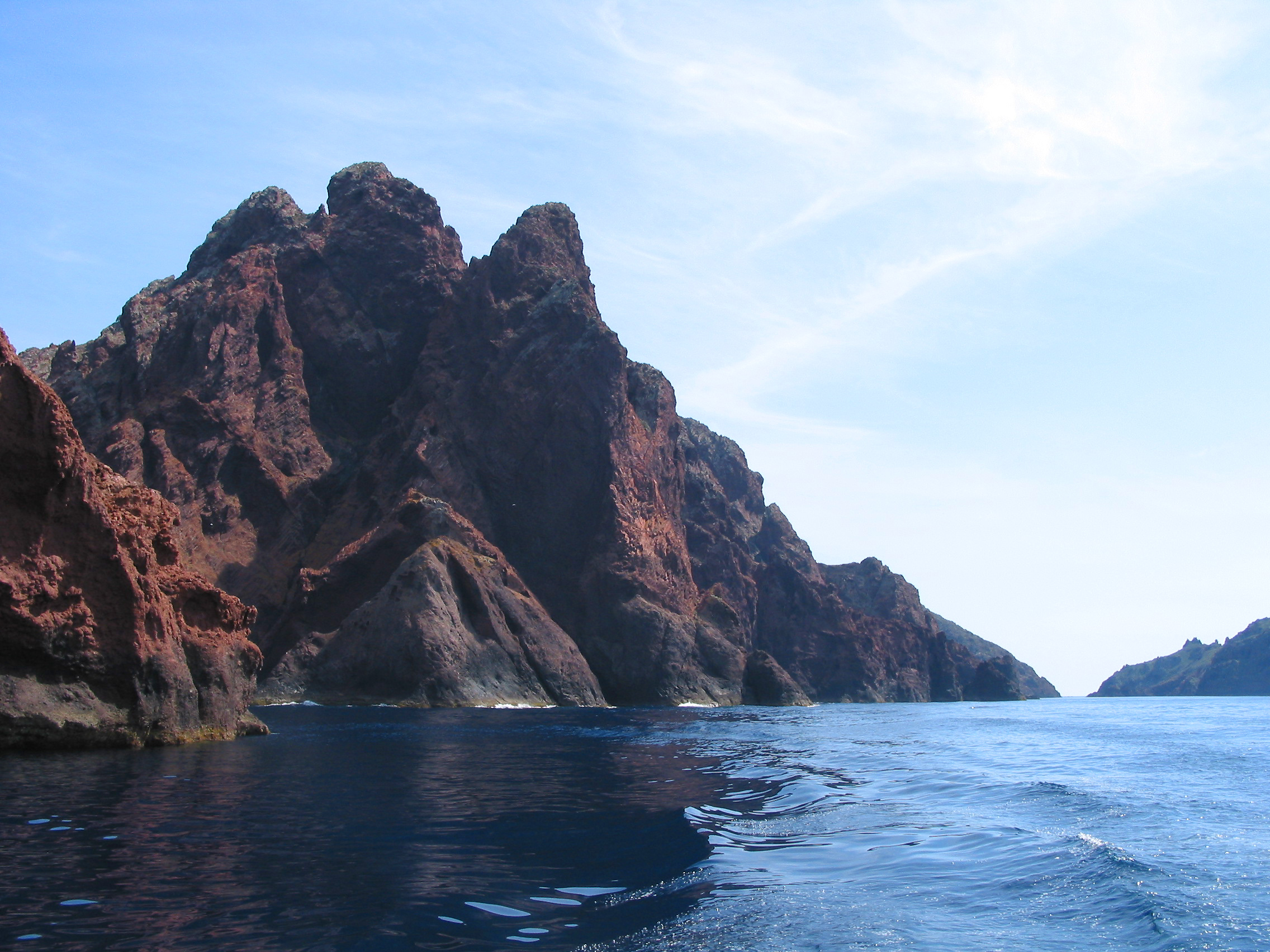
Golfe de Porto : calanche de Piana, golfe de Girolata, réserve de Scandola (1983).
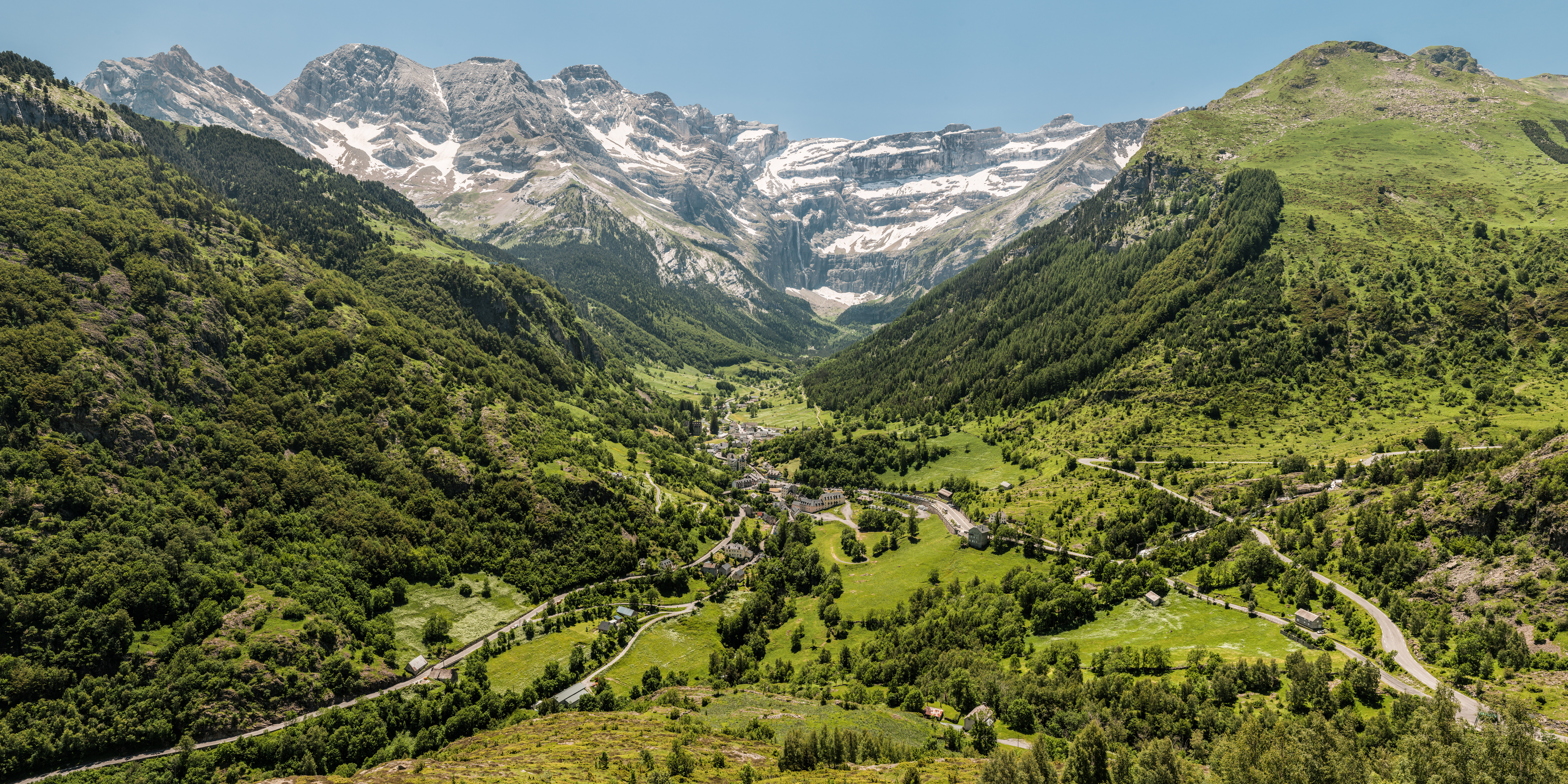
Pyrénées-Mont Perdu, ici le cirque de Gavarnie  (site mixte 1997, étendu en 1999).
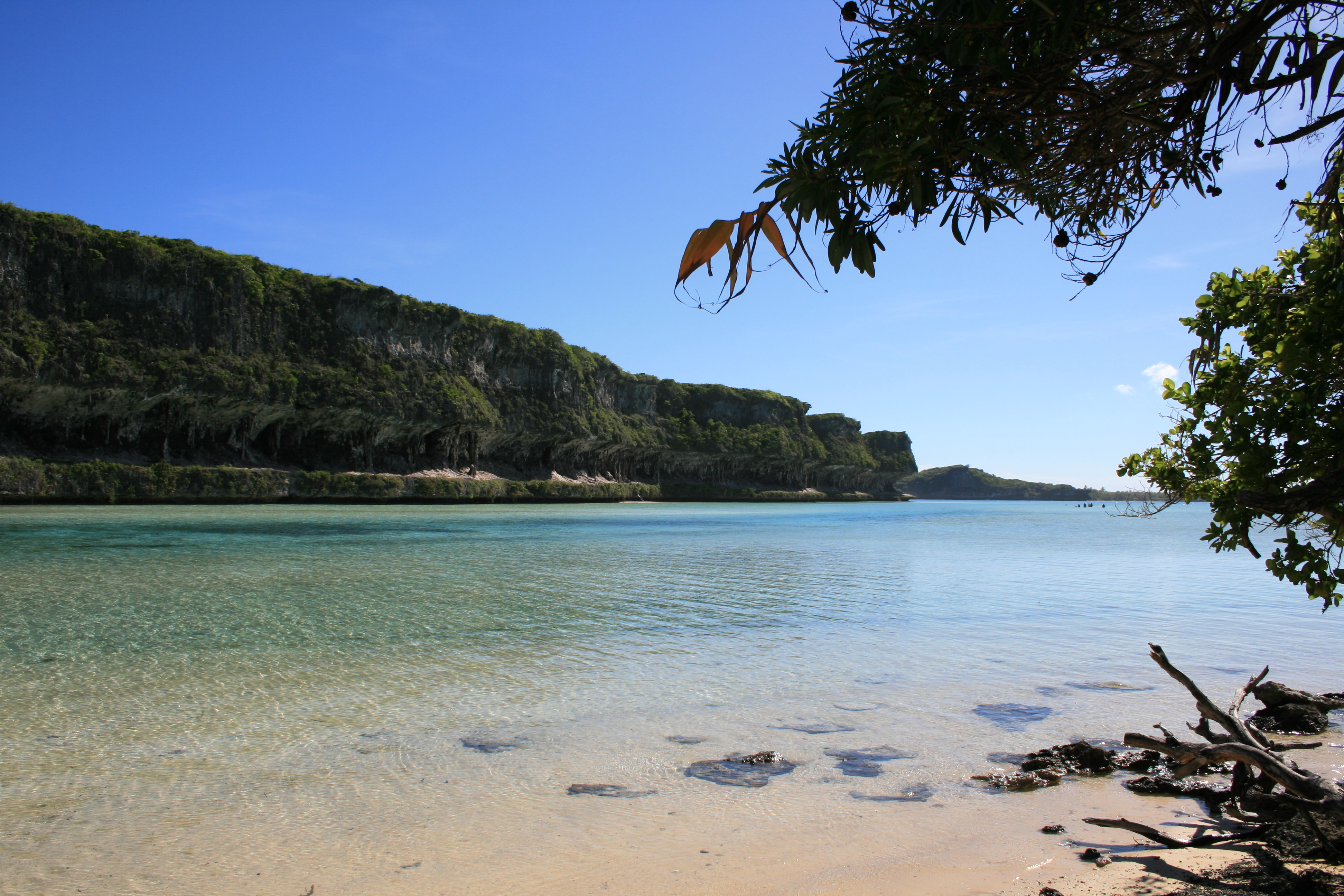
Lagons de Nouvelle-Calédonie : diversité récifale et écosystèmes associés (2008).
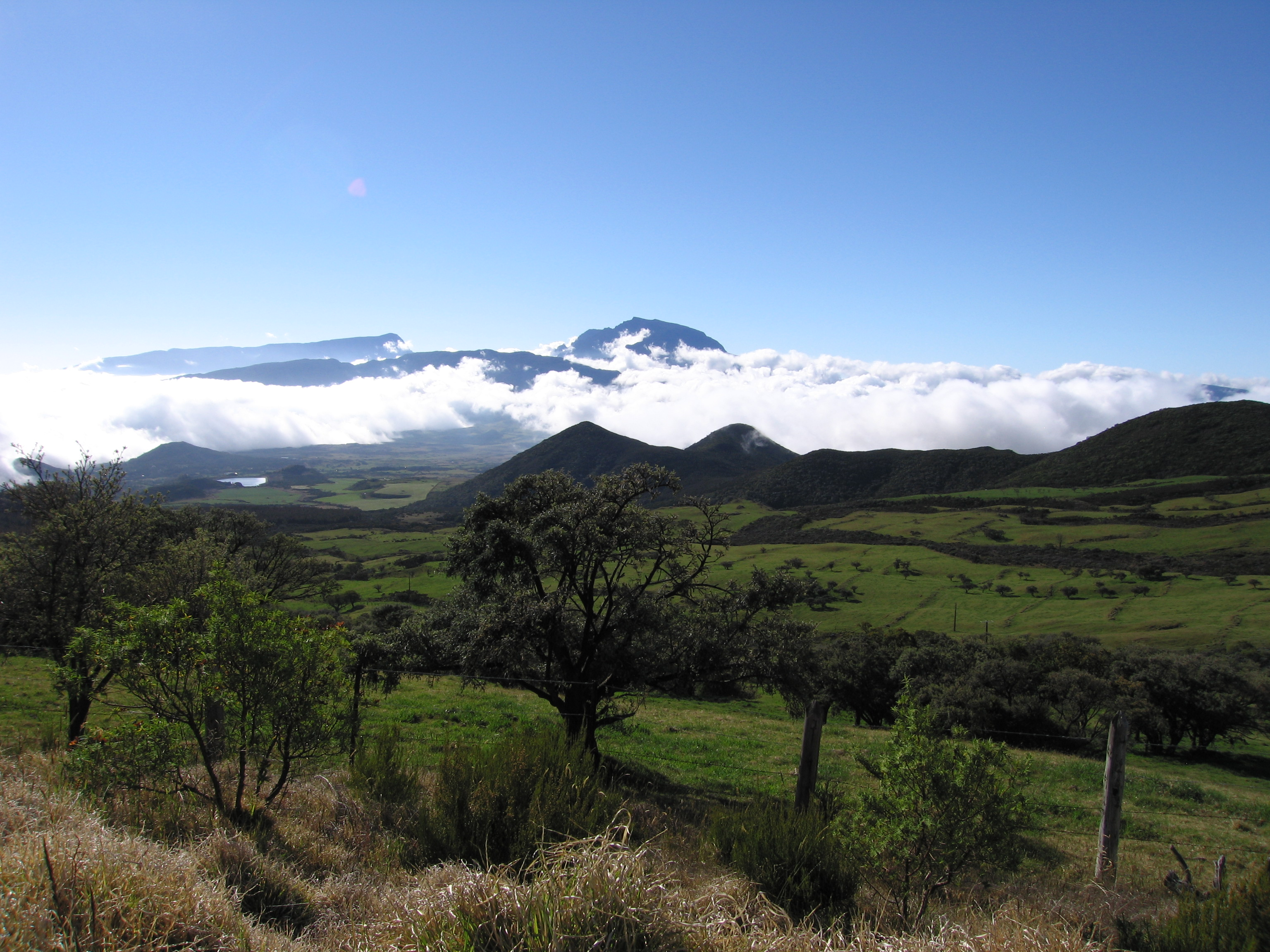
Pitons, cirques et remparts de l'île de La Réunion (2010).
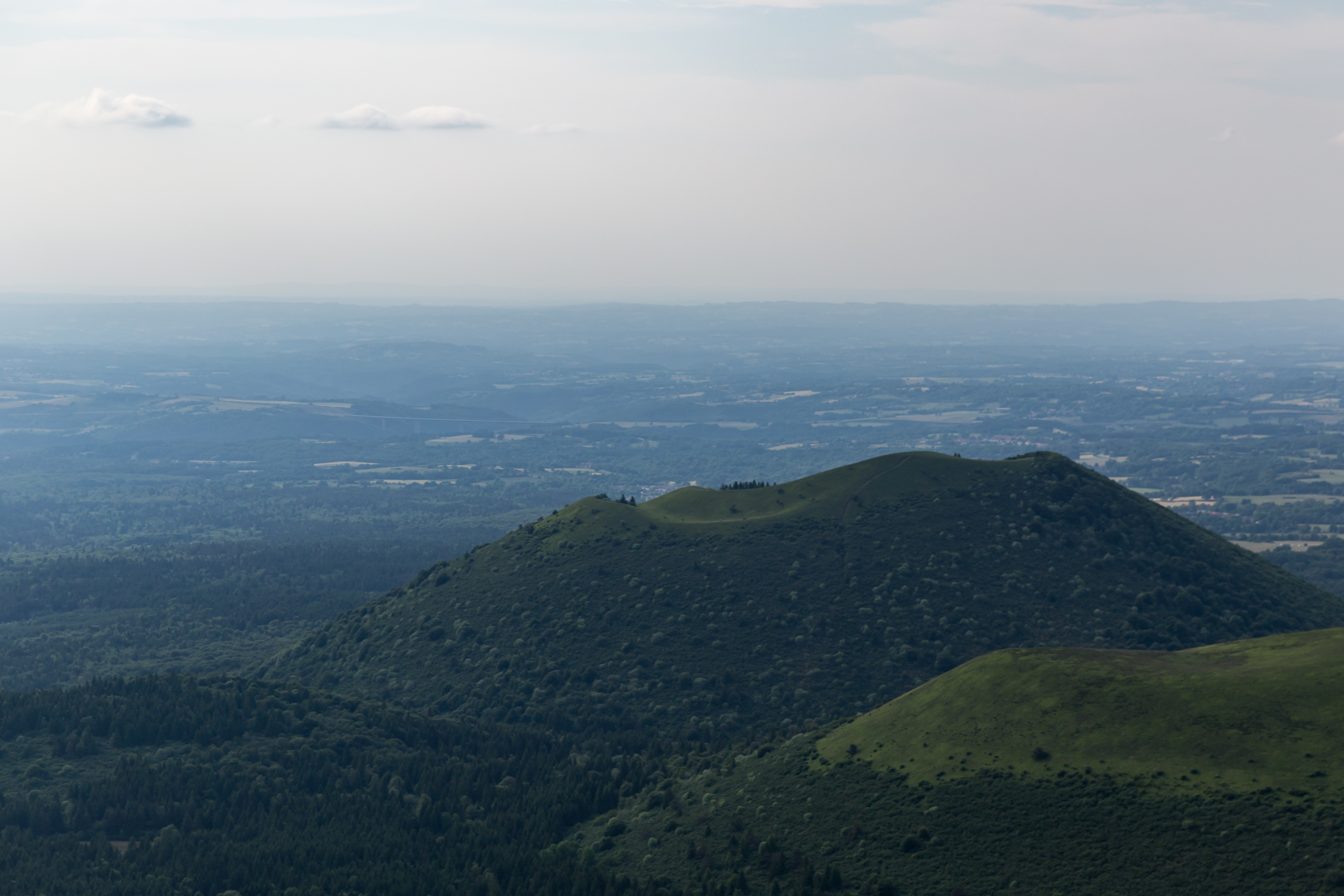
Haut lieu tectonique Chaîne des Puys - faille de Limagne (2018).
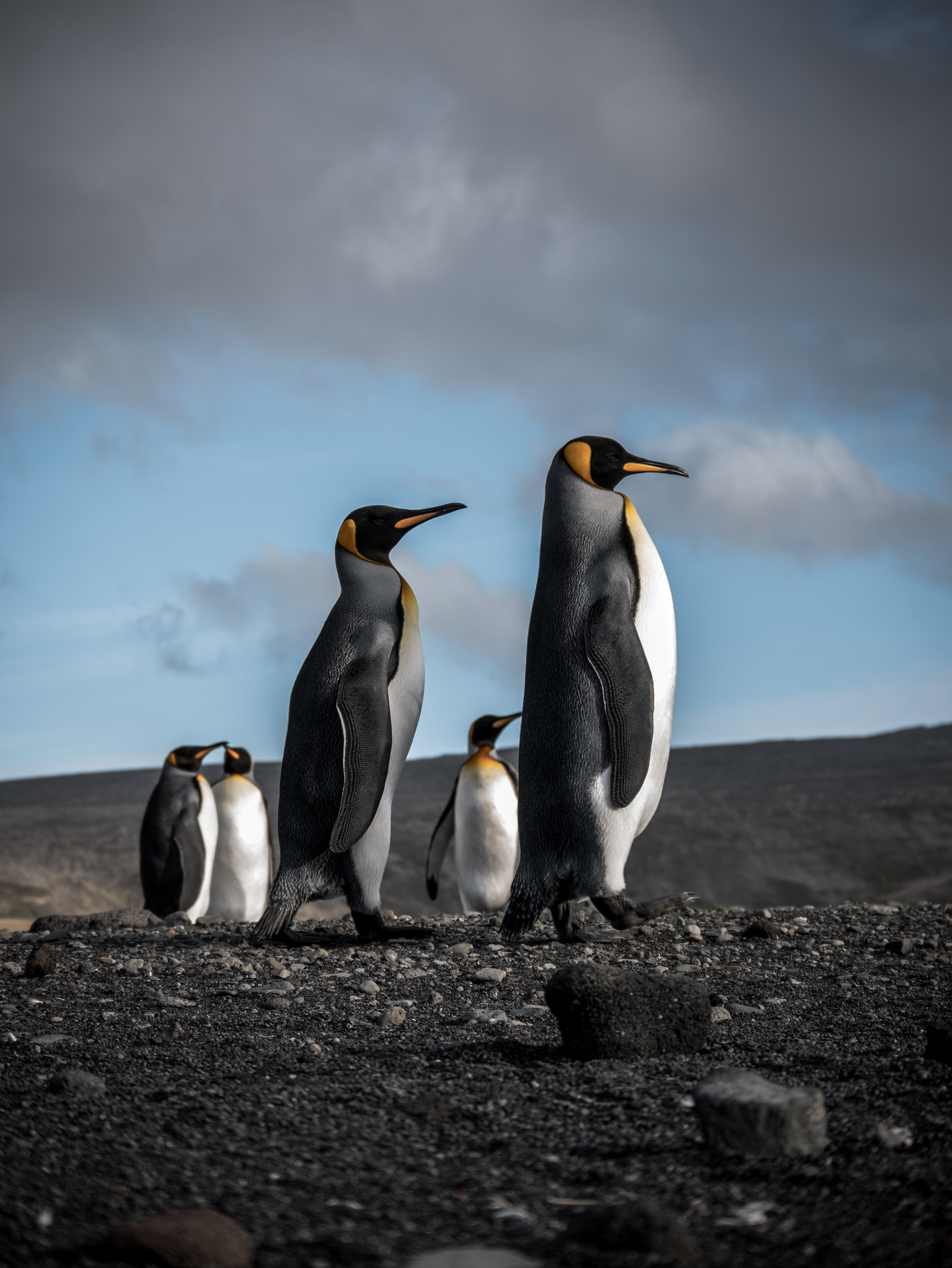
Terres et mers australes françaises (2019).
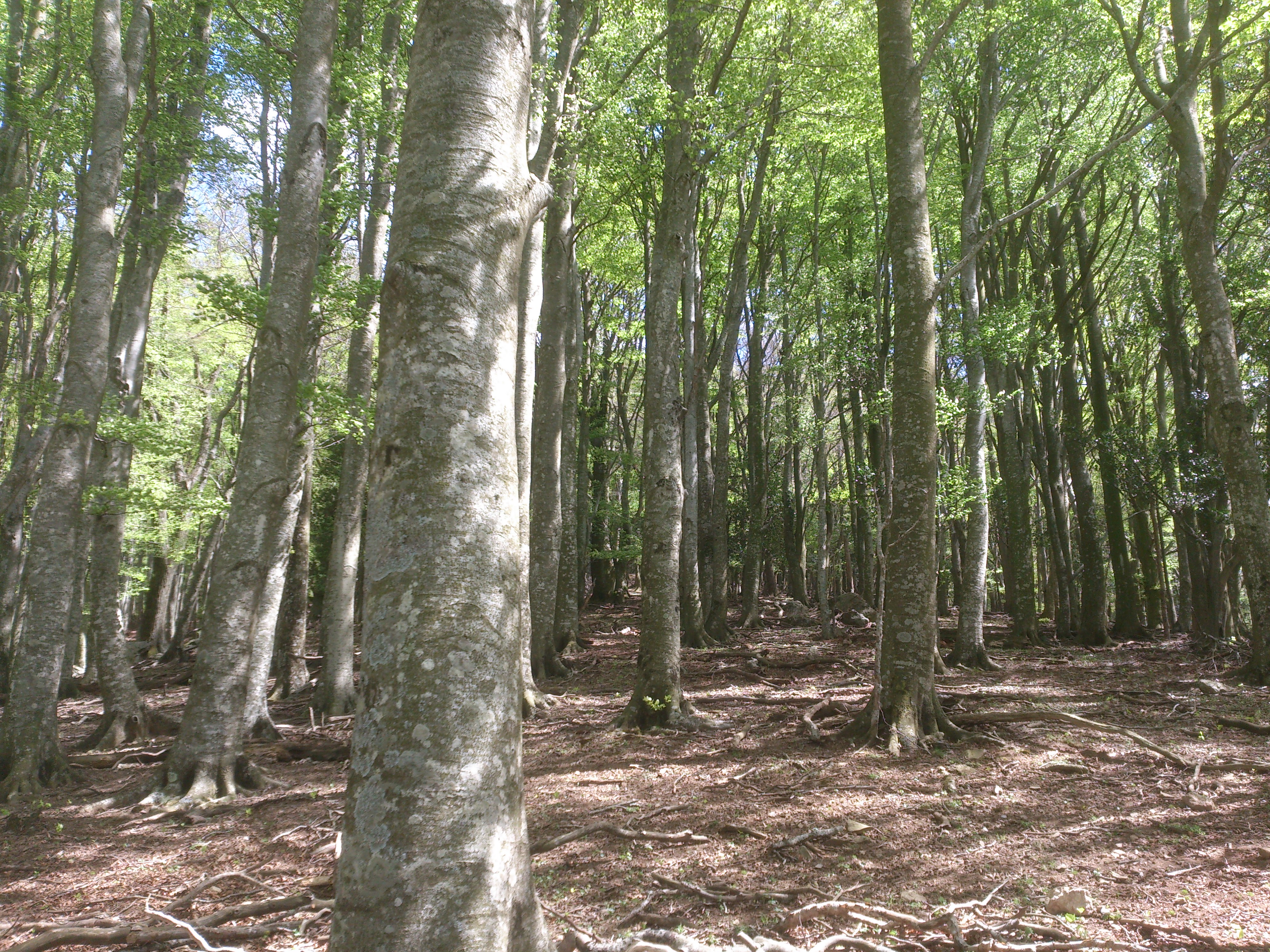
Forêts primaires de hêtres des Carpates et d'autres régions d'Europe (2021 pour la partie française du site).

Ce classement implique une protection des sites labellisés en législation nationale. En France ils sont protégés en vertu du dispositif des sites naturels classés dans le code de l'environnement (dont il est fait mention plus haut).

### Les aires protégées au titre des conventions de mer régionale
Trois grandes conventions de mer régionale impliquent la mise en place d'aires protégées issues du droit français : les zones marines protégées de la convention OSPAR dans l'océan Atlantique Nord-est, les aires spécialement protégées et à la faune et la flore de la convention de Carthagène dans les Caraïbes et les aires spécialement protégées d'intérêt de la convention de Barcelone.
Au titre de la convention OSPAR sont labellisé uniquement des aires marines protégées dans la Mer du Nord, la Mer de la Manche et le long de la côte Atlantique ayant déjà un statut de protection dans le droit français.
Au titre de la convention de Carthagène sont labellisées des aires protégées marines et terrestre de la zone Antilles-Guyane existantes
- Réserve naturelle nationale de l'île du Grand Connétable
- Réserve naturelle nationale des marais de Kaw-Roura
- Réserve naturelle nationale de l'Amana
- Parc national de la Guadeloupe
- Étangs Lagunaires de Saint-Martin<(site du conservatoire du littoral)[39]
- Réserve naturelle nationale de Saint-Martin
- Réserve naturelle nationale des îles de la Petite-Terre
- Étang des Salines (site du conservatoire du littoral)[40]
- Versants Nord de la Montagne Pelée (site du conservatoire du littoral)[41]

et est créé une aire marine protégée dédiée aux mammifères marins, le Sanctuaire Agoa.
Au titre de la convention de Barcelone sont labellisées 6 aires marines protégées existantes
- Parc national de Port-Cros
- Réserve naturelle des Bouches de Bonifacio
- Parc Marin de la Côte Bleue
- Archipel des Embiez - Six Fours (conservatoire du littoral)
- Parc National des Calanques
- Réserve Naturelle Marine de Cerbère-Banyuls

## Aires protégées privées
Plusieurs associations de protection de la nature ont une politique d'acquisition foncière dans le but de créer des réserves privées : on peut notamment citer l'ASPAS (réserves de vie sauvage), le Groupe ornithologique normand et la Ligue pour la protection des oiseaux.
Certaines de ces associations proposent des conseils de gestion dans un objectif de préservation de la biodiversité, aux propriétaires privés ou collectivités, et l'inscription sur des listes relevant de leur seule responsabilité (refuge LPO, oasis nature de l'association humanité et biodiversité...) mais ne sont pas reconnues comme aire protégée au sens de la loi ou d'organisations internationales (comme l'UICN).
Entre 1976 et 2002, il a existé en France des réserves naturelle volontaires. Si elles ont fait l'objet d'arrêté préfectoraux pour être créées, l'initiative de leur création revenait aux propriétaires privés (dans la majorité des cas). Cet outil a été supprimé et remplacé par le nouveau dispositif des réserves naturelles régionales (RNR). Environ la moitié ont effectivement fait l'objet d'un reclassement comme RNR.  
Pour sécuriser dans le temps les mesures de gestion, et leur assurer une reconnaissance juridique sur des espaces faisant l'objet de conventions entre propriétaires et gestionnaires environnementalistes, ces derniers peuvent depuis 2016 faire appel à des obligations réelles environnementales (ORE). La première ORE a été signée le 14 mai 2018 pour protéger le marais des Lagneux sur la commune de Yenne entre les propriétaires fonciers, la commune et le conservatoire d'espaces naturels Savoie.

## Superposition et synergie

### Superposition
Certains types d'aire protégée peuvent se superposer entre eux. Les espaces naturels protégés sont complétés par d'autres outils et dispositifs pour la protection de la nature.
Par exemple les réserves naturelles nationales, régionales ou de Corse, les réserves biologiques, les réserves de chasse et de faune sauvage, les sites du conservatoire du littoral ou les sites inscrits ou classés peuvent être inclus dans des Parcs nationaux, des parcs naturels régionaux ou des réserves de biosphère. Les sites Natura 2000 peuvent également être inclus dans les PN, PNR et RB. La taille des réserves de biosphère est variée. Dans le cas de la réserve du bassin de la Dordogne, la zone centrale est constituée de plusieurs APB et de deux réserves naturelles nationales; la zone d'adhésion comprend des parties de trois PNR. À l'inverse la réserve de biosphère des marais audomarois est comprise dans le périmètre du Parc naturel régional des caps et marais d'opale.
En prenant le cas des réserves naturelles, en 2012, Clara Therville montre que deux à onze zonages peuvent se superposer. Ainsi 74 % des RN sont aussi des ZSC, 52 % des ZPS, 21 % des réserves font partie de PNR, 17 % se superposent avec des sites inscrits ou classés, 14 % avec des sites du conservatoire du littoral et enfin 13 % sont aussi des ENS.
En 2020, selon le museum national d'histoire naturelle, si les types d'aires protégées sont classées en 3 familles : protection réglementaire, protection contractuelle ou maîtrise foncière ; il y a peu de chevauchement entre les différentes familles. Seul 0,3 % de la surface des aires protégée est couvert par un outil de chacune des trois familles. 5,5 % des surfaces protégées le sont par des outils d'au moins deux familles.
Le chercheur Damien Marage, estime que cette évaluation sous estime les chevauchements réels entre types d'aires protégées. Son analyse montre, par exemple que 15% de la surface des parcs naturels régionaux est couvert par des sites Natura 2000. Un autre exemple est qu'en Bourgogne-Franche-Comté, 27% des Réserves naturelles nationales sont également des APPB et des réserves biologiques intégrales et toutes les RNN sont comprises dans des sites Natura 2000 dans cette région.

### Gestionnaires
Les aires protégées peuvent être gérées par des salariés des collectivités territoriales ou d'organismes nationaux comme l'OFB et l'ONF ou encore par des associations agréées, comme les Conservatoires d'espaces naturels (CEN), la Ligue pour la protection des oiseaux (LPO) ou des fédérations départementales des chasseurs. Chaque aire peut être cogérée par plusieurs acteurs. Lorsqu'une réserve ou un site Natura 2000 se situe dans un parc (PN ou PNR) le gestionnaire peut être un salarié du parc, même s'il n'y a pas d'obligation.
La LPO est, en 2014, gestionnaire de 13 réserves naturelles nationales et de 13 réserves naturelles régionales, via la LPO France ou des associations LPO locales, 12 sont en cogestion. La LPO a aussi signé des conventions de gestion pour 69 autres espaces naturels protégés dont des ENS (aires protégées des départements). Dans le cas de la baie de l'Aiguillon, deux réserves contiguës, propriété de deux départements sont gérées par la LPO. L'association est propriétaire de nombreux hectares de milieu naturel.
Les CEN, en tant qu'associations agréées pour la protection de l'environnement, sont gestionnaires ou participent à la gestion de sites protégés réglementairement (83 % de ses sites en 2018) tels que listés précédemment. Ils gèrent un réseau de plusieurs types d'aires protégées.
Une analyse des gestionnaires de réserves naturelles, menée en 2012, par Clara Therville , calcule que 51 % des RN sont gérées par des associations loi 1901, 18 % par des établissements publics nationaux, 13 % par des syndicats mixtes, 9 % par des communes ou groupements de communes.

### Inventaires des Zones naturelles d'intérêt écologique, faunistique et floristique (ZNIEFF)
L'inventaire des ZNIEFF est un programme d'inventaire naturaliste et scientifique lancé en 1982 par la ministre Huguette Bouchardeau, chargée de l’environnement.
Il a pour objectif d'identifier les zones où développer préférentiellement le réseau d'aires protégées.
Cet inventaire est également un outil d'aide à la décision très important pour l'aménagement du territoire, il est utilisé comme base de connaissance pour les études d'impact et l'évaluation environnementale obligatoires avant tout projet ayant un impact important sur l'environnement. Effectivement, la protection des espèces recensées doit obligatoirement être prise en compte dans ces projets d'aménagement.

### Trame Verte et Bleue
La trame verte et bleue française, comprend les aires protégées (celles-ci sont considérées comme des réservoirs) et les corridors biologiques qui les relient entre elles.

### Mise en réseau

#### Au niveau national
La mise en réseau permet aux gestionnaires d'aires protégées de partager les expériences et les bonnes idées, de standardiser les documents de gestion, de forger éventuellement une identité commune aux membres du réseau (charte graphique commune aux parcs naturels régionaux).
- l'Office français de la biodiversité, successeur de l'AFB, est issue de la fusion de plusieurs agences et offices chargés de la protection de la nature en France. Elle reprend notamment les fonctions d'animation de réseau de Parcs nationaux de France et de l'Agence des aires marines protégées. L'ATEN chargée de l'appui technique aux aires protégées y a également été intégrée.
- la Fédération des parcs naturels régionaux et des regroupements régionaux (ENRx, IPAMAC, ARPE )
- la Fédération des conservatoires d'espaces naturels regroupe des associations et syndicats gestionnaires et propriétaires de plusieurs types d'aires protégées.
- L'association Réserves naturelles de France.

#### Via les conventions internationales
Les conventions internationales exigent que des rapports réguliers soient rendus sur l'état des biens classés. Elles permettent également des échanges entre gestionnaires d'aires protégées de leurs réseaux.

#### Fédération EUROPARC
Fondé en 1973, à Bâle en Suisse, Europarc regroupe des aires protégées dans 36 pays mais aussi des organismes nationaux et des ONG. À l'instar des autres réseaux, il permet l'échange d'expériences. c'est également le porte-parole des aires protégées auprès de la Commission européenne.
Les projets principaux d'Europarc sont la création d'une charte européenne du tourisme durable déjà mise en place et qui continue d'être complétée, la mise en place et la coordination d'aires protégées transfrontalières, "le réseau des rangers junior" et le partage de compétences entre les membres du réseau.

## Répartition

### Répartition selon les entités administratives
L'INPN tient à jour un bilan de la surface des espaces protégés en France, par type d'aires protégées, en métropole et en outre-mer. Le réseau Natura 2000 est calculé à part.

### Répartition selon les milieux
Le réseau d'aires protégées couvre, en 2018, 13,5 % du territoire métropolitain. Il couvre 23 % de la surface des milieux humides en France, soit 11 953 km2 de zones humides. Le réseau Natura 2000 est particulièrement étendu sur ces milieux. 1,36 % du territoire métropolitain est sous protection forte, d'après l'Observatoire national de la biodiversité, 2,2 % des zones humides et 1,7 % des forêts.
22 % des eaux territoriales sont classés en aires marines protégées, tous types confondus.

### Outre-mer
28,64 % des surfaces terrestres des espaces ultramarins sont classés en aire protégée.
Le réseau Natura 2000 n'est pas présent en outremer.

## Évaluation du dispositif
En 2018, la France est le pays qui compte le plus d'aires protégées référencées dans la liste verte de l'UICN, avec dix sites sur les 39 dans le monde. Ce programme a débuté récemment et quinze des aires ont été inscrites en 2018, dont cinq françaises. Les conditions pour faire partie de cette liste sont une planification robuste, une gouvernance équitable, une gestion efficace et des résultats satisfaisants.
Dans le débat, ouvert en 1976, pour savoir s'il vaut mieux avoir quelques grandes aires protégées ou une multitude de petites, la France a choisi d'avoir les deux. Les parcs nationaux, parcs naturels régionaux sont les grands, les réserves naturelles, réserves biologiques, réserves de faune sauvage et sites Natura 2000 sont les petites.
Il existe plusieurs formes de protection dans les aires protégées, la protection peut être de nature contractuelle ou réglementaire.

### Résultats en termes de protection de la biodiversité
En octobre 2020, un bilan des aires protégées en France a été publié sous la direction du MNHN. Selon cette analyse :
- les espèces des milieux agropastoraux et les milieux humides et aquatiques sont les moins bien protégées ;
- les habitats littoraux (tels que définis par le référentiel européen) sont tous insuffisamment protégés par des outils de protection forte.
- de façon plus chiffrée : 9 % des espèces étudiées ne sont présentes dans aucune aire protégée.
- tous les habitats d'intérêt communautaires sont représentés dans le réseau d'aires protégées français.

### Résultats en termes d'éducation à l'environnement
Selon une étude scientifique parue en 2019, le fait d'habiter dans une aire protégée exacerbe la conscience environnementale des populations locales françaises. Cet effet positif des aires protégées est attribué entre autres aux sorties, conférences et autres formes d'éducation à la nature mise en place dans les parcs français.

## Activités humaines dans les aires protégées en France

### Accès aux aires protégées
Les espaces naturels protégés sont généralement ouverts au public.
Les arrêtés de protection du biotope peuvent restreindre ou interdire l'accès à certaines zones ou sites, pour une durée limitée ou indéfiniment (ex: grottes et anciens bunkers abritant des colonies de chauves-souris). De même, l'accès peut-être réglementé dans certaines réserves naturelles.
Par ailleurs, le droit général s'applique pour ce qui est de l'accès à des propriétés privées.

### Affichage publicitaire
L'affichage publicitaire est de manière générale interdit hors agglomérations et centres commerciaux, ainsi que sur les arbres ou équipement publiques. Par ailleurs, la publicité est également interdite en agglomération dans les cas suivants :
- Avec des dérogations possibles dans 4 cas :
  - dans les zones de protection autour des sites classés ou monuments historiques classés et dans les secteurs sauvegardés, tels que des centres historiques ;
  - dans l'aire d'adhésion des parcs nationaux ;
  - dans les parcs naturels régionaux ;
  - dans les zones Natura 2000.

- Sans possibilité de déroger à l'interdiction :
  - sur les monuments naturels classés et dans les sites naturels classés ;
  - sur les monuments historiques, qu'ils soient classés ou simplement inscrits ;
  - dans les zones cœur des parcs nationaux ;
  - dans les réserves naturelles[58].

### Activités cynégétiques
La chasse peut être réglementée, ou interdite dans certains types d'aires protégées. L'ONCFS a compilé une partie de la jurisprudence concernant les réglementations en vigueur dans ces aires protégées, entre autres à l'intention des fédérations départementales de chasse. Ces dernières peuvent, si elles le souhaitent, s'engager dans la gestion d'une aire protégée.
| Type d'aire protégée                               | réglementation |        |
| -------------------------------------------------- | --- | ------ |
| Parc national                                      | La chasse est interdite dans les zones cœur des PN, à l'exception du parc des Cévennes, du parc des Calanques et du parc national des Forêts. | [ 59 ] |
| Réserve naturelle nationale                        | La chasse peut être interdite ou soumise à un régime particulier, qui doit être défini dès le dossier d'avant-projet | [ 60 ] |
| Réserve naturelle régionale                        | La chasse peut être réglementée ou interdite selon les cas. | [ 61 ] |
| Réserves (nationale) de chasse et de faune sauvage | La chasse est habituellement interdite. Dans certains cas un plan d'action cynégétique peut être prévu lors de l'institution de la réserve pour maintenir un équilibre biologique et avec les activités agricoles.                                                                     | [ 62 ] |
| Arrêté de protection biotope                       | Cette réglementation vise à interdire ou limiter les activités humaines sur un site. La chasse peut être interdite mais aussi l'accès dans une zone, éventuellement au moment propice à la chasse. En 2018 environ 10 % des arrêtés de protection de biotope interdisent la chasse.    | [ 63 ] |
| Parc naturel régional                              | Pas de différence avec le droit général. La charte, si elle évoque la chasse, ne peut pas l'interdire. | [ 64 ] |
| Espace naturel sensible                            | Généralement interdite, car incompatible avec les autres activités de loisirs. | [ 65 ] |
| Site Natura 2000                                   | La chasse est en principe autorisée. Cependant, l'impact de la chasse (et des autres activités) sur les espèces et les habitats, doit être évalué dans les sites, et si l'action exercée s'avère préjudiciable aux objectifs de conservation, elle peut être interdite ou réglementée. | [ 66 ] |
| Site inscrit ou classé                             | Pas de différence avec le droit général. |        |

### Loisirs motorisés
La circulation terrestre à moteur en dehors des voies est interdite par la loi sur l'ensemble du territoire français, en vertu de la loi du 3 janvier 1991, intégrée au code de l'environnement, articles L-362-1 à L.362-8.
Une exception est faite pour les véhicules utilisés pour remplir une mission de service public, pour la recherche, pour l'exploitation et l'entretien des espaces verts et sur les terrains privés. Les motoneiges constituent un cas particulier, elles ne peuvent pas circuler sur les voies normales car elles ne sont pas immatriculées, leur usage pour le loisir est interdit.
L'ouverture de terrain à la pratique de sports motorisés est soumise à autorisation et doit être compatible avec le plan local d'urbanisme.

#### Dispositions des chartes des parcs naturels régionaux
La charte de chaque PNR doit comporter un article définissant les règles de circulation des véhicules à moteur sur les voies et chemins des communes adhérentes.

### Planification de l'urbanisme et aménagement du territoire

#### Hiérarchie des normes
Selon l'article L.333-1 du code de l'environnement, les PLU et SCoT (quand il existe) doivent être compatibles avec les chartes de Parc naturel régional (PNR). La charte d'un parc national est directement opposable aux autorisations d'urbanisme dans le cœur du parc, dans son aire d'adhésion les documents d'urbanisme doivent être compatibles avec les « objectifs de protection et orientations » de la charte.
Les chartes de PNR doivent être compatibles avec les SRADDET.

#### Servitudes d'utilité publique
Les réserves naturelles, les sites inscrits et classés et les arrêtés de protection du biotopes s'imposent comme des servitudes d'utilité publique, et sont annexés aux PLU.

#### Autres dispositifs des plans d'aménagement
Les SCoT et les PLU doivent prendre en compte les schémas régionaux des ENS et les DOCOB des sites Natura 2000. Les espaces naturels doivent être cartographiés dans ces documents d'urbanisme. Les plans et programmes de planification sont soumis à une étude d'incidence lorsqu'il contiennent ou sont compris dans un site Natura 2000.
Les communes ou EPCI peuvent protéger les groupes d'arbres, alignements ou arbres isolés au titre des espaces boisés classés, dans leur documents d'urbanisme. Ce zonage interdit le défrichement.